# Marina bizantina
La marina bizantina era la forza navale dell'Impero bizantino. Come l'impero che essa serviva, si trattava di una continuazione diretta del suo predecessore imperiale romano, ma rivestì un ruolo di gran lunga più importante nella difesa e sopravvivenza dello Stato. Mentre infatti la marina dell'Impero romano antecedente alla divisione tra Occidente e Oriente si trovò a fronteggiare raramente grandi potenze navali, operando come forza di pattuglia largamente inferiore in potenza e in prestigio rispetto alle legioni, il mare divenne vitale per la stessa esistenza dello Stato bizantino, che alcuni studiosi hanno definito un "impero marittimo".
La prima minaccia all'egemonia romana sul Mediterraneo fu posta dai Vandali nel V secolo, ma la loro minaccia cessò nel VI secolo con le guerre di Giustiniano I. Il ristabilimento di una flotta permanente e l'introduzione del dromone nello stesso periodo segna inoltre il punto in cui la marina bizantina cominciò a distaccarsi dalle sue radici tardo-romane e a sviluppare una propria identità. Questo processo sarebbe stato accelerato nel VII secolo dalle conquiste islamiche. In seguito alla perdita del Levante e successivamente del Nordafrica, il Mar Mediterraneo da "lago romano" si trasformò in un campo di battaglia tra Bizantini e Arabi. In questa contesa, le flotte bizantine assunsero un'importanza fondamentale, non solo per la difesa dei territori dell'Impero sparsi nel bacino mediterraneo, ma anche nel respingere attacchi dal mare contro la stessa capitale Costantinopoli. Complice l'uso del "fuoco greco", l'arma segreta della marina bizantina più nota e maggiormente temuta, Costantinopoli riuscì a resistere a diversi assedi, e numerosi scontri navali furono vinti dai Bizantini.
Inizialmente, la difesa delle coste bizantine e della capitale era affidata alla flotta dei Karabisianoi. Essa fu tuttavia progressivamente suddivisa in diverse flotte tematiche regionali, mentre fu mantenuta a Costantinopoli una flotta imperiale centrale, che formava il nerbo delle spedizioni navali e aveva il compito di proteggere la città. Entro la fine dell'VIII secolo, la marina bizantina, una forza ben organizzata e mantenuta, era di nuovo la potenza marittima dominante nel Mediterraneo. L'antagonismo con le marine islamiche continuò con alterni successi, ma nel X secolo i Bizantini furono in grado di recuperare la propria supremazia nel Mediterraneo orientale.
Nel corso dell'XI secolo, la marina, come lo stesso impero, cominciò a declinare. Di fronte alle nuove minacce navali provenienti dall'Occidente, i Bizantini furono costretti a fare affidamento in misura sempre maggiore sulle marine delle repubbliche marinare italiane come Venezia e Genova, con effetti disastrosi sulla sovranità e sull'economia bizantina. A un periodo di rinascita sotto i Comneni seguì un nuovo periodo di declino, che culminò nella Quarta crociata del 1204 che sancì la temporanea dissoluzione dell'Impero. Dopo la restaurazione dell'Impero nel 1261, diversi imperatori della dinastia paleologa tentarono di rinforzare la marina, ma i loro sforzi risultarono vani a lungo termine. A partire dalla metà del XIV secolo, la flotta bizantina, che un tempo era costituita da centinaia di navi da guerra, era limitata a poche dozzine nella migliore delle ipotesi, e il controllo dell'Egeo passò definitivamente alle marine italiane e ottomane. La marina bizantina, tuttavia, continuò a operare fino alla caduta dell'Impero bizantino per mano degli Ottomani nel 1453.

## Storia

### Origini
La marina militare bizantina, come l'Impero romano d'Oriente/bizantino stesso, era una continuazione dell'Impero romano e delle sue istituzioni. Dopo la Battaglia di Azio nel 31 a.C., in assenza di ogni minaccia esterna nel Mediterraneo, la marina militare romana si limitò a incarichi per lo più di pattuglia e di scorta. Le grandi battaglie marittime, come quelle combattute nelle guerre puniche, non si verificarono più almeno fino al V secolo, e le flotte romane erano all'epoca composte da vascelli relativamente piccoli, meglio adatti ai loro nuovi compiti.

### Periodo iniziale

#### Guerre civili e invasioni barbariche: il IV e il V secolo

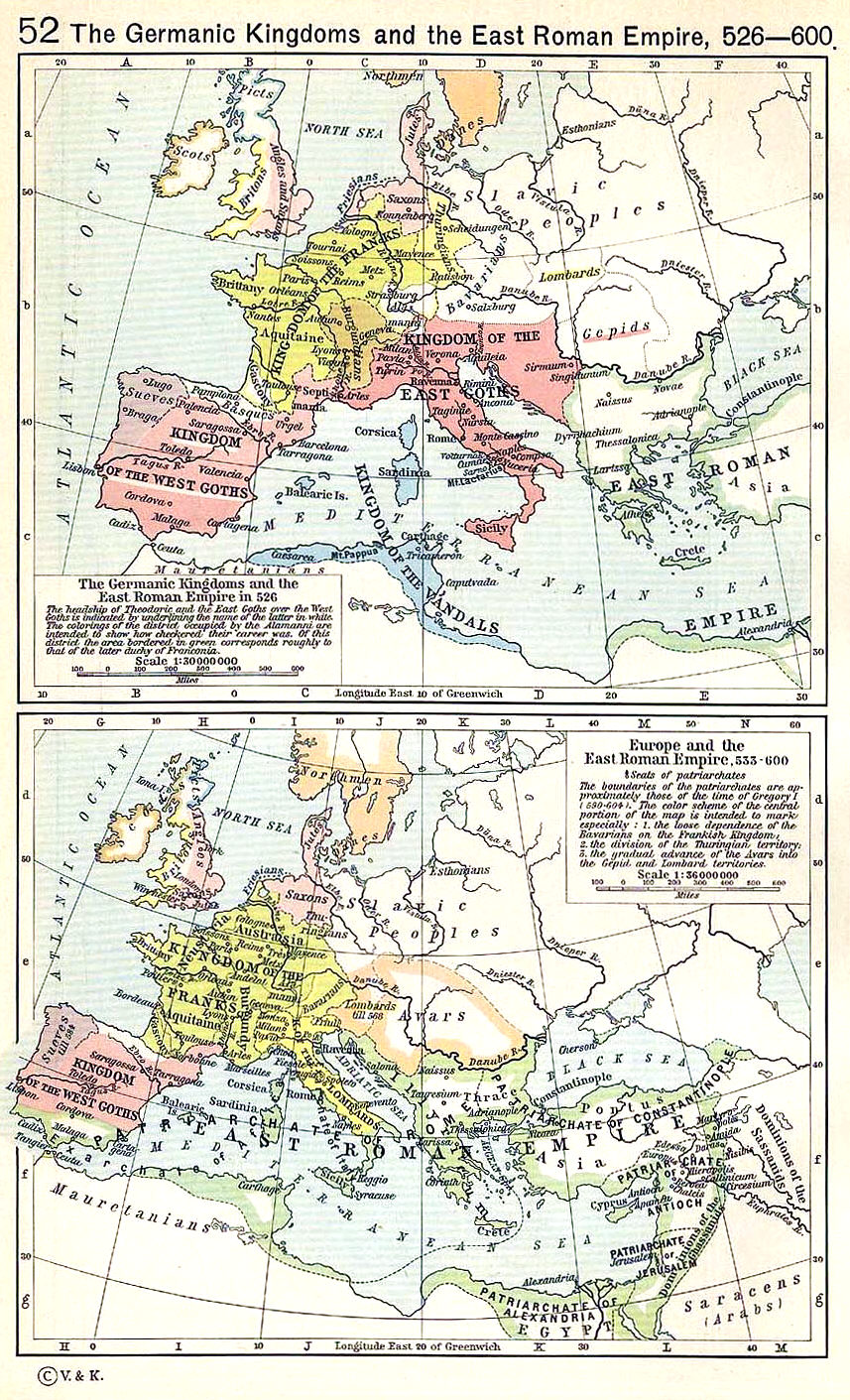
Dal tardo V secolo, il mediterraneo occidentale era caduto in mano a regni romano-barbarici. Le conquiste di Giustiniano I ripristinarono il controllo romano su quasi l'intero mare, che sarebbe durato fino alle conquiste islamiche di metà/fine VII secolo.

All'inizio del IV secolo, le flotte romane permanenti si erano ridotte, per cui quando le flotte degli imperatori rivali Costantino I e Licinio si scontrarono nel 324 d.C., esse erano composte in gran parte di navi appena costruite o requisite dalle città portuali del Mediterraneo orientale. Le guerre civili del IV e di inizio V secolo, tuttavia, stimolarono una ripresa dell'attività navale, con flotte per lo più impiegate nel trasporto delle armate. Considerevoli forze navali continuarono ad essere impiegate nel Mediterraneo occidentale nel corso del primo quarto del V secolo, specialmente dal Nord Africa, ma la supremazia di Roma sul Mediterraneo fu messa in discussione dall'emergere dei Vandali che nel giro di un quindicennio invasero, devastarono e sottomisero le province dell'Africa.
Il nuovo regno vandalo di Cartagine, sotto la conduzione dello scaltro re Genserico,  non tardò a compiere incursioni lungo le coste dell'Italia e della Grecia, che culminarono nel Sacco di Roma (455). Le incursioni vandale continuarono incontrastate nel ventennio successivo, malgrado i frequenti tentativi romani di respingerle. L'Impero d'Occidente era impotente, essendo la sua flotta militare ridotta a quasi niente, ma gli imperatori d'Oriente potevano ancora contare sulle risorse e sull'esperienza navale del Mediterraneo orientale. Una prima spedizione orientale, nel 441, non proseguì però oltre la Sicilia, e nel 460 i Vandali attaccarono e distrussero una flotta di invasione romano-occidentale a Cartagena in Spagna. Finalmente, nel 468, una spedizione orientale in grande stile sotto il comando di Basilisco, che si narra annoverasse 1 113 navi e 100 000 uomini, fu lanciata contro i Vandali, ma fallì in modo disastroso. Circa 600 navi andarono distrutte da brulotti, e il costo finanziario della spedizione (130 000 libbre d'oro e 700 libbre d'argento) fu tale da mandare l'Impero sull'orlo della bancarotta. La sconfitta subita costrinse i Romani a venire a patti con Genserico e firmare un trattato di pace. Una volta spentosi Genserico nel 477, tuttavia, la minaccia vandalica perse di pericolosità.

#### VI secolo– Giustiniano ripristina il controllo romano sul Mediterraneo
Il VI secolo segnò la rinascita della potenza marittima romana. Nel 508, in seguito a un conflitto con il Regno ostrogoto di Teodorico, si narra che l'Imperatore Anastasio I (491–518) avesse inviato una flotta di 100 navi da guerra per saccheggiare le coste dell'Italia. Nel 513, il generale Vitaliano si rivoltò contro l'Imperatore Anastasio I. I ribelli assemblarono una flotta di 200 navi che, malgrado alcuni successi iniziali, venne distrutta dall'ammiraglio Marino, che impiegò una sostanza incendiaria basata sul zolfo per sconfiggerli.
Nel 533, approfittando dell'assenza della flotta vandala, inviata a sopprimere una rivolta in Sardegna, un esercito di 15 000 soldati sotto il comando di Belisario fu trasportato in Africa da una flotta di invasione di 92 dromoni e 500 navi di trasporto, portando allo scoppio della Guerra vandalica, la prima delle guerre di riconquista dell'Imperatore Giustiniano I (527–565). Si trattò di operazioni per lo più anfibie, rese possibili dal controllo del Mediterraneo, in cui la flotta giocò un ruolo vitale nel trasportare rifornimenti e rinforzi alle truppe e alle guarnigioni bizantine disperse su territori vasti. L'importanza di possedere una flotta potente non era sfuggita ai nemici dei Bizantini. Già negli anni 520, Teodorico aveva pianificato la costruzione di una gigantesca flotta da impiegare contro i Bizantini e i Vandali, ma una volta deceduto nel 526, i suoi piani non furono portati a termine dai suoi immediati successori. Nel 535, cominciò la Guerra gotica con un'offensiva bizantina su due fronti, con una flotta che trasportò l'esercito di Belisario in Sicilia e successivamente in Italia, e un'altra armata che, invece, invase la Dalmazia. Il controllo bizantino dei mari era di grande importanza strategica, permettendo al numericamente inferiore esercito bizantino di occupare vittoriosamente la penisola nel 540.
Nel 541 il nuovo re ostrogoto Totila allestì una flotta di 400 navi da guerra che negò all'Impero l'accesso ai mari che circondavano l'Italia. Due flotte bizantine vennero distrutte presso Napoli nel 542, e nel 546, Belisario comandò di persona 200 navi contro la flotta gotica che bloccava le bocche del Tevere, nel tentativo vano di liberare Roma dall'assedio gotico. Nel 550 Totila invase la Sicilia, e l'anno successivo la sua flotta di 300 navi occupò la Sardegna e la Corsica, per poi saccheggiare Corfù e la costa dell'Epiro. Tuttavia, una sconfitta in una battaglia marittima nei pressi di Sena Gallica segnò l'inizio della ripresa imperiale, che portò alla sconfitta definitiva degli Ostrogoti. Con la conquista finale dell'Italia e della Spagna meridionale sotto Giustiniano, il mar Mediterraneo ritornò ad essere un "lago romano".
Malgrado la perdita successiva di gran parte dell'Italia a vantaggio dei Longobardi, i Bizantini mantennero comunque il controllo dei mari - in quanto i Longobardi raramente si avventurarono in mare — e furono pertanto in grado di conservare per diversi secoli alcune parti costiere dell'Italia. L'unica grande azione navale dei successivi 80 anni accadde durante l'Assedio di Costantinopoli ad opera di Persiani Sasanidi, Avari e Slavi nel 626. Durante quell'assedio, la flotta slava formata da monoxyla fu intercettata e distrutta dalla flotta bizantina, negando il passaggio attraverso il Bosforo all'esercito sasanide e costringendo gli Avari alla ritirata.

### Scontri con gli Arabi

#### L'emergere della minaccia navale araba

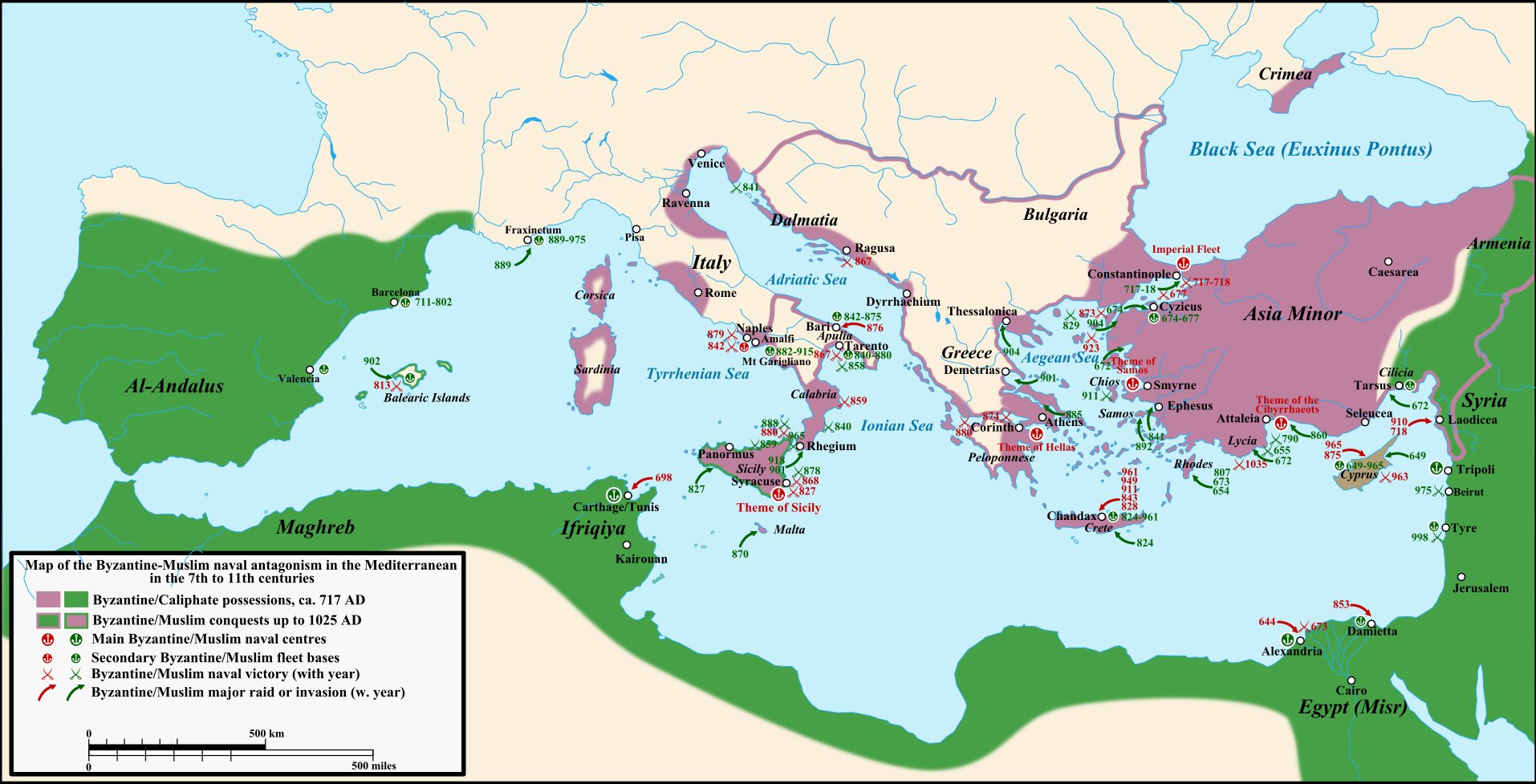
Mappa delle principali battaglie e operazioni arabe nel Mediterraneo nel corso delle guerre arabo-bizantine, VII–XI secolo.

Negli anni 640, la conquista islamica di Siria e dell'Egitto determinò l'emergere di una nuova minaccia per Bisanzio. Non solo gli Arabi avevano conquistato zone strategicamente importanti sia per il gettito fiscale che per il potenziale di reclutamento che esse fornivano, ma avevano deciso, per prevenire ulteriori attacchi bizantini dal mare, di costruire una flotta potente in grado di respingere le incursioni della flotta bizantina, che si era rivelata particolarmente pericolosa per gli Arabi, come aveva dimostrato l'effimera riconquista bizantina di Alessandria nel 644/645. In questo tentativo la nuova élite musulmana, che proveniva dall'entroterra della parte settentrionale della penisola arabica, fece affidamento in larga misura sulle risorse e sulla manodopera delle appena conquistate Siria ed Egitto (soprattutto i Copti dell'Egitto), che fino ad alcuni anni prima avevano fornito navi ed equipaggi ai Bizantini. Tuttavia vi sono delle testimonianze secondo cui nelle nuovi basi navali nella Palestina vennero impiegati anche costruttori di navi provenienti dalla Persia e dall'Iraq. Anche a causa della carenza di illustrazioni antecedenti al XIV secolo, nulla è noto sulle caratteristiche delle prime navi da guerra musulmane, sebbene di norma venga assunto che i loro tentativi di costruire una potente flotta abbiano tratto ispirazione dall'esistente tradizione marittima mediterranea. In virtù di una largamente condivisa nomenclatura nautica e delle interazioni secolari tra le due culture, le navi bizantine e quelle arabe condividevano molti punti in comune, anche per quanto riguarda la tattica e l'organizzazione generale delle flotte; le traduzioni dei manuali militari bizantini erano accessibili agli ammiragli arabi.
"In quel tempo Callinico, un artificiere da Eliopoli, fuggì presso i Romani. Aveva inventato un fuoco marino che, dando fuoco alle navi arabe, le incendiava con tutto l'equipaggio. Fu così che i Romani ritornarono con una vittoria e scoprirono il fuoco marino."
Dopo aver occupato Cipro nel 649 ed aver saccheggiato Rodi, Creta e la Sicilia, la giovane marina araba inflisse una sconfitta decisiva ai Bizantini condotti dall'Imperatore Costante II (641–668) in persona nella Battaglia di Phoenix nel 655. Questa catastrofica sconfitta bizantina rese il Mediterraneo vulnerabile agli attacchi arabi e diede inizio a una lunga serie, durata secoli, di conflitti navali tra le due potenze per il controllo delle acque del Mediterraneo. A partire dal califfato di Muawiyah (661–680), le incursioni si intensificarono, essendo in preparazione un imponente assalto alla stessa Costantinopoli. Nel corso del lungo primo assedio arabo di Costantinopoli (674-678), la flotta bizantina risultò decisiva nel garantire la sopravvivenza dell'Impero: le flotte arabe furono sconfitte grazie all'impiego di una distruttiva arma segreta di nuova invenzione, il "fuoco greco". L'avanzata musulmana in Asia Minore e nell'Egeo fu arrestata, e una tregua di trent'anni fu firmata tra i due imperi.
Negli anni 680, Giustiniano II (685–695 e 705–711) prestò attenzione alle necessità della marina, potenziandola con il reinsediamento di oltre 18 500 Mardaiti lungo le coste meridionali dell'Impero, dove vennero impiegati come fanti di marina e rematori. Malgrado ciò, la minaccia navale araba si intensificò di nuovo dopo la graduale conquista islamica del Nord Africa avvenuta negli anni 680 e 690. L'ultima fortezza bizantina in Africa, Cartagine, cadde nel 698, nonostante un tentativo da parte della flotta bizantina di riconquistarla. Il governatore arabo Musa bin Nusair costruì una nuova città e una base navale a Tunisi, e 1 000 costruttori di navi Copti vennero incaricati di costruire una nuova flotta, che avrebbe conteso ai Bizantini il controllo del Mediterraneo occidentale. A partire dagli inizi dell'VIII secolo, le incursioni musulmane colpirono incessantemente i residui possedimenti bizantini nel Mediterraneo occidentale, in particolare la Sicilia. Inoltre, la nuova flotta avrebbe permesso ai Musulmani di completare la conquista del Maghreb e di invadere e conquistare con successo la maggior parte della Spagna visigota.

#### Controffensiva bizantina

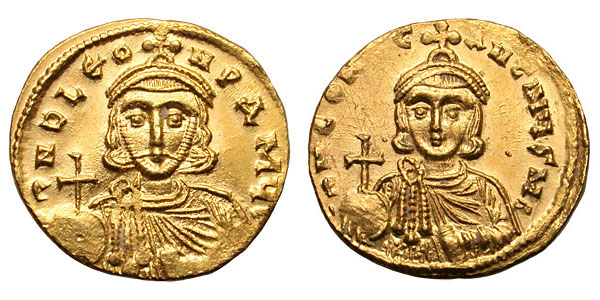
L'Imperatore Leone III Isaurico con il figlio e successore, Costantino V. Essi conseguirono diversi successi contro gli Arabi, ma determinarono lotte interne all'interno dell'Impero a causa della loro politica iconoclastica.

I Bizantini non furono in grado di opporsi con efficacia all'avanzata musulmana in Africa, anche a causa dell'anarchia interna in cui cadde l'Impero tra il 695 e 715. Alcune limitate reazioni si ebbero con incursioni in oriente, come quella del 709 contro l'Egitto nel corso della quale fu catturato l'ammiraglio locale, ma presto i Bizantini si resero conto dei preparativi militari del Califfo al-Walid I (705–715) in vista di un rinnovato assalto alle mura di Costantinopoli: per tutta risposta, l'Imperatore Anastasio II (713–715) rinforzò le difese della capitale e montò un vano attacco preventivo contro i preparativi navali musulmani. Anastasio fu in breve tempo detronizzato da Teodosio III (715–717), a sua volta rovesciato da Leone III Isaurico (717–741), proprio nel momento in cui l'esercito musulmano stava avanzando attraverso l'Anatolia. Fu Leone III ad affrontare con successo il secondo e ultimo assedio arabo di Costantinopoli. L'impiego del fuoco greco, che inflisse ingenti danni alla flotta araba, fu di nuovo decisivo per la sopravvivenza dell'Impero, mentre un inverno molto rigido e gli attacchi dei Bulgari decimarono ulteriormente gli invasori, facendo così fallire l'assedio.
Alla conclusione dell'assedio, ciò che rimaneva della flotta araba subì ulteriori danni in seguito a una tempesta, mentre le armate bizantine lanciarono una controffensiva, nel corso della quale una flotta saccheggiò Laodicea e le truppe di terra scacciarono gli Arabi dall'Asia Minore. Nei successivi tre decenni, i conflitti navali tra le due potenze erano caratterizzati da incursioni costanti da entrambi i contendenti, con i Bizantini che lanciarono ripetuti attacchi contro le basi navali musulmane in Siria (Latakia) e Egitto (Damietta e Tinnis). Nel 727, una rivolta delle flotte tematiche, in parte dovuta al risentimento per l'iconoclasmo dell'Imperatore, fu repressa dalla flotta imperiale grazie al fuoco greco. Nonostante le conseguenti perdite subite, circa 390 navi da guerra vennero spedite per attaccare Damietta nel 739, e nel 746 i Bizantini inflissero una sconfitta decisiva alla flotta alessandrina al largo di Keramaia (uno dei porti di Cipro), ponendo fine all'egemonia navale del Califfato umayyade.
I Bizantini conseguirono un'ulteriore vittoria con la distruzione delle flottiglie del Nord Africa, e accoppiarono i loro successi in mare con rigide limitazioni commerciali imposte ai commercianti musulmani. La rinnovata capacità da parte dell'Impero di controllare i mari provocò danni considerevoli al commercio marittimo musulmano. Con il collasso del Califfato Umayyade avvenuto nel 751 e la sempre più crescente frammentazione del mondo islamico, la flotta bizantina rimase l'unica forza navale organizzata nel Mediterraneo. Fu così che, durante la seconda metà dell'VIII secolo, i Bizantini poterono godere di un secondo periodo di completa superiorità navale. Non è dunque un caso che nei testi apocalittici islamici redatti e trasmessi nel corso dei primi due secoli dell'era islamica, la Fine dei Tempi sia preceduta da un'invasione bizantina proveniente dal mare. Molte tradizioni del periodo sottolineano l'importanza della difesa dei posti di guardia (ribāṭ) sulle coste della Siria, ritenuta equivalente a prendere parte alla jihād, e autorità come Abu Hurayra sostenevano che un giorno di ribāṭ fosse un atto più pio di un'intera notte di preghiera nella Kaʿba. Questi successi consentirono all'Imperatore Costantino V (741–775) di spostare la flotta dal Mediterraneo al Mar Nero nel corso delle sue campagne contro i Bulgari negli anni 760. Nel 763, una flotta di 800 navi trasportanti 9 600 cavalieri e diversi fanti salpò per Anchialo, dove conseguì una significativa vittoria sul nemico, ma nel 766 una seconda flotta, che si narra comprendesse 2 600 navi, salpata per Anchialo, affondò lungo il tragitto. Nel frattempo, tuttavia, gli imperatori isaurici, non avendo più bisogno di una flotta potente, essendo la minaccia araba cessata per il momento, e temendo anzi rivolte dai temi navali largamente iconoduli rei di opporsi alla loro politica iconoclastica, decisero di indebolire la marina riducendone gli effettivi e degradando i temi navali.

#### Ripresa della flotta araba

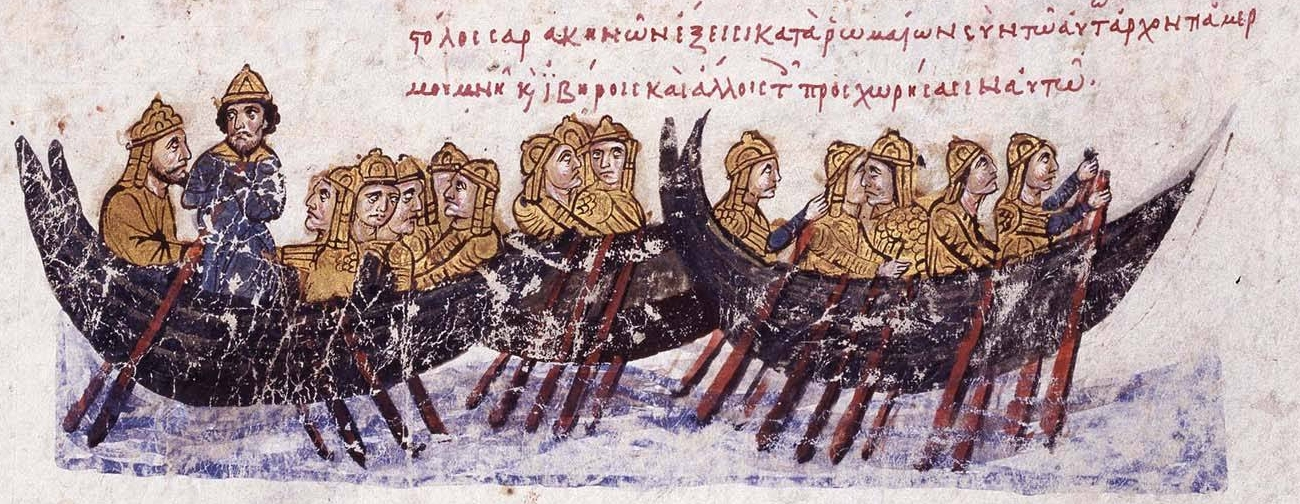
La flotta pirata saracena salpa in direzione di Creta. Dal manoscritto di Madrid di Scilitze.

Il predominio bizantino sui mari durò fino all'inizio del IX secolo, quando una serie di disfatte inflitte dalle risorgenti flotte musulmane vi pose fine, inaugurando un'epoca che avrebbe rappresentato lo zenit della potenza navale musulmana. Già nel 790, i Bizantini avevano subito una sconfitta importante presso il Golfo di Adalia, mentre le incursioni navali degli Arabi contro Cipro e Creta erano ricominciate durante il califfato di Hārūn al-Rashīd (786–809). Nuove potenze stavano sorgendo nel bacino del Mediterraneo, tra cui l'Impero carolingio, che contese a Bisanzio il controllo della bizantina Venezia, scontro che terminò con la Pax Nicephori che, pur riportando Venezia sotto l'influenza bizantina, non arrestò il processo di graduale indipendenza della repubblica dogale da Bisanzio. Al contempo, in Ifriqiya venne fondata la nuova dinastia degli Aghlabidi, che non tardò a compiere incursioni nel Mediterraneo centrale.
I Bizantini, d'altra parte, erano stati indeboliti da una serie di catastrofiche sconfitte contro i Bulgari, a cui seguì nell'820 la rivolta di Tommaso lo Slavo, che ottenne il supporto di una larga parte delle forze armate bizantine, incluse le flotte tematiche. Malgrado la sua repressione, la rivolta aveva indebolito di molto le difese dell'Impero. Di conseguenza, Creta cadde tra l'824 e l'827 per opera di una banda di esiliati andalusi. Tre tentativi consecutivi di riconquista bizantina fallirono nel giro di pochi anni, e l'isola divenne una base navale per i pirati musulmani che compirono frequenti incursioni navali nell'Egeo, turbando radicalmente l'equilibrio di potere nella regione. Malgrado alcuni successi bizantini sui corsari di Creta, e il sacco di Damietta ad opera di una flotta bizantina di 85 navi nell'853, la potenza navale araba nel Levante stava risorgendo sotto il dominio degli Abbasidi. Ulteriori tentativi bizantini di riconquistare Creta, nell'843 e nell'866, fallirono completamente.
"In questo periodo [...] i Musulmani acquisirono il controllo sull'intero Mediterraneo. La loro potenza e i loro domini erano vasti. Le nazioni Cristiane erano impotenti contro le flotte musulmane, dovunque nel Mediterraneo. Per tutto il tempo, i Musulmani cavalcarono l'onda della conquista."
La situazione era diventata ancora più critica in Occidente. Un colpo critico all'Impero fu inflitto nell'827, quando gli Aghlabidi cominciarono la loro lenta conquista della Sicilia, favoriti dalla defezione del comandante bizantino Eufemio e della flotta tematica dell'isola. Nell'838 i Musulmani sbarcarono in Italia, occupando Taranto e Brindisi, seguite presto da Bari. Le operazioni militari veneziane contro i Saraceni furono fallimentari, e nel corso degli anni 840 gli Arabi saccheggiavano liberamente l'Italia e l'Adriatico, attaccando la stessa Roma nell'846. Gli attacchi longobardi e dell'Imperatore carolingio Lotario I non riuscirono nell'intento di sloggiare i Musulmani dall'Italia, mentre due tentativi bizantini a larga scala per recuperare la Sicilia furono pesantemente sconfitti nell'840 e nell'859. Dall'850, le flotte musulmane, a cui si unirono grandi numeri di saccheggiatori indipendenti ghazi, erano emerse come la principale potenza del Mediterraneo, mettendo sulla difensiva i Bizantini e i Cristiani in generale.
Nello stesso periodo, caratterizzato da un'indebolita Bisanzio costretta a difendersi da minacce esterne su tutti i fronti, emerse una nuova, inaspettata, minaccia: i Rus' fecero la loro prima apparizione nella storia bizantina con un'incursione contro la Paflagonia negli anni 830, seguita da un'imponente spedizione contro la stessa Costantinopoli nell'860.

### Riconquista bizantina: la dinastia macedone
Nel corso del tardo IX e del X secolo, approfittando della frammentazione del Califfato in stati più piccoli, con conseguente indebolimento degli Arabi, i Bizantini lanciarono una serie di vittoriose campagne contro essi. Questa "riconquista bizantina" fu condotta dagli abili sovrani della dinastia macedone (867–1056), e segnò l'apogeo dello stato medio-bizantino.

#### Regno di Basilio I

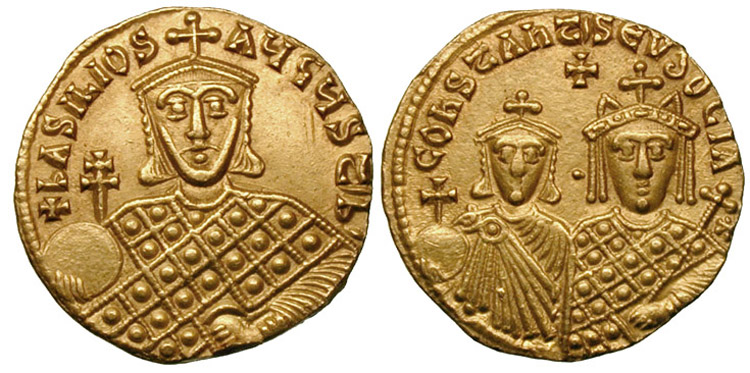
Solidus aureo dell'Imperatore Basilio I il Macedone. Il suo potenziamento della flotta condusse ad alcuni successi contro gli Arabi e fu a lungo ricordato dai marinai, i cui forti legami di fedeltà alla dinastia macedone furono sentiti fino al regno di suo nipote, Costantino VII.

L'ascesa al trono dell'Imperatore Basilio I (867–886) segnò la rinascita della flotta, in quanto questi si imbarcò in una politica estera aggressiva e, continuando l'opera del suo predecessore, Michele III (842–867), potenziò la marina, conseguendo, di conseguenza, diverse vittorie. Nell'868, una flotta posta sotto il comando del droungarios tou plōïmou Niceta Ooryphas liberò Ragusa e la Dalmazia dagli attacchi arabi ristabilendo la dominazione bizantina nella zona. Alcuni anni dopo, Niceta sconfisse pesantemente per due volte i pirati di Creta, rendendo temporaneamente sicure le acque dell'Egeo. Cipro, inoltre, fu, anche se solo temporaneamente, recuperata e Bari occupata. Al contempo, tuttavia, i Musulmani rafforzarono la loro dominazione in Cilicia, e Tarso divenne una delle basi principali da dove compiere incursioni per terra e per mare in territorio bizantino, soprattutto durante l'emirato di Yazaman al-Khadim (882–891).
In Occidente, i Musulmani continuarono a conseguire nuovi successi in Sicilia, sfruttando l'inadeguatezza delle guarnigioni locali bizantine: l'Impero fu costretto a fare affidamento sull'aiuto dei loro sudditi nominali italiani, e ricorrere al trasferimento della flotta orientale in Italia senza però ottenere alcun successo. In seguito alla caduta di Enna nell'855, i Bizantini furono confinati alla costa orientale della Sicilia, anch'essa minacciata dagli Arabi. Una spedizione di liberazione della Sicilia inviata nell'868 non ottenne risultati di rilievo, Siracusa fu attaccata di nuovo nell'869, mentre nell'870 Malta cadde in mano degli Aghlabidi. Nel frattempo i corsari musulmani saccheggiavano le coste dell'Adriatico, e, anche se furono scacciati dalla Puglia, all'inizio degli anni 880 stabilirono delle basi sulle coste occidentali della penisola italiana, da cui non vennero completamente sloggiati fino al 915. Nell'878 Siracusa, la fortezza principale bizantina in Sicilia, fu attaccata di nuovo e questa volta cadde, soprattutto perché la flotta imperiale era impegnata in quel momento a trasportare marmo per la costruzione della Nea Ekklesia, la nuova chiesa di Basilio. Nell'880, il successore di Ooryphas, il droungarios Nasar, conseguì una vittoria significativa in una battaglia notturna sui Tunisini, che stavano saccheggiando le isole ioniche, per poi procedere ad attaccare la Sicilia, ottenendo molto bottino, prima di sconfiggere un'altra flotta musulmana al largo di Punta Stilo. Nel frattempo, un altro squadrone bizantino conseguì un successo significativo a Napoli. Questi successi permisero una breve controffensiva bizantina in Occidente nel corso degli anni 870 e 880, condotta da Niceforo Foca il vecchio, la quale ebbe come risultato il rafforzamento della dominazione bizantina in Puglia e Calabria e la formazione del thema di Longobardia, che si sarebbe poi evoluto nel Catapanato d'Italia. Una pesante sconfitta subita nelle acque di Milazzo nell'888, tuttavia, provocò la scomparsa virtuale di ogni rilevante attività navale bizantina nelle acque circondanti l'Italia per il secolo successivo.

#### Incursioni arabe durante il regno di Leone VI

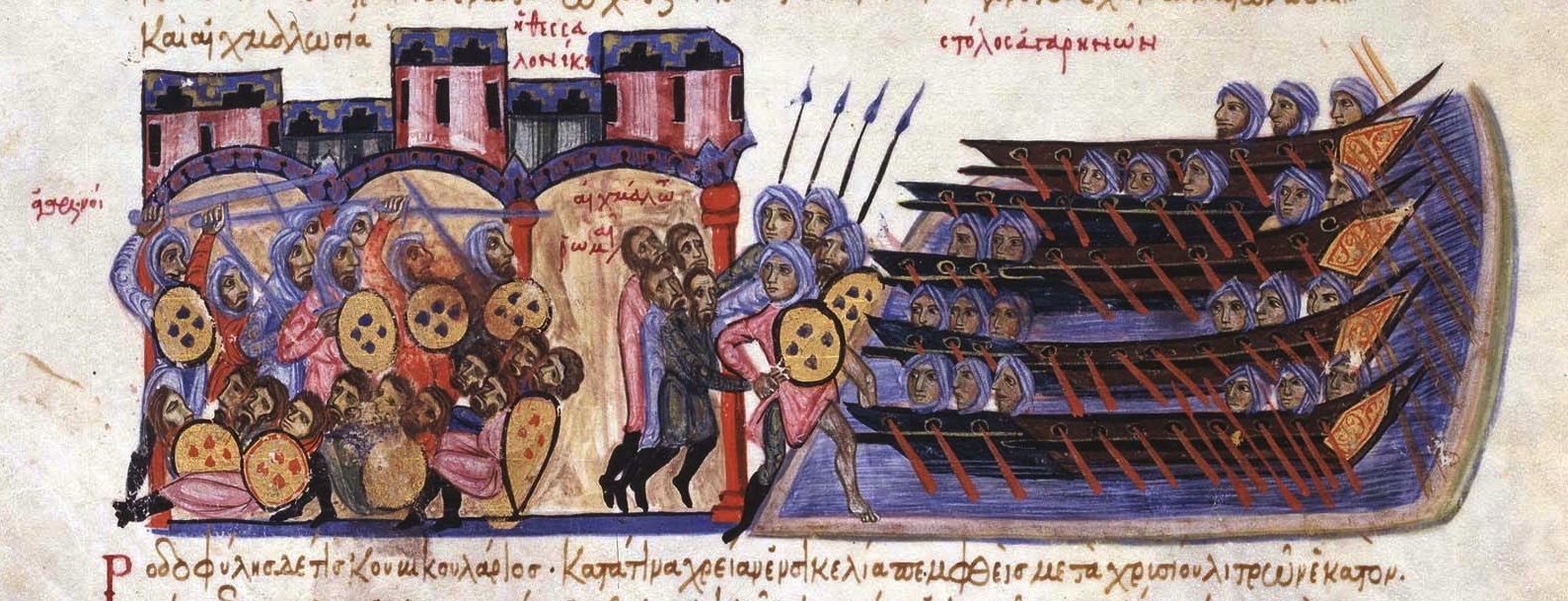
Il sacco di Tessalonica ad opera degli Arabi condotti da Leone di Tripoli nel 904, come dipinto nel manoscritto di Madrid di Scilitze. Fu la più seria di un'ondata rinnovata di incursioni piratesche delle flotte islamiche nel Mar Egeo durante il regno di Leone VI.

Malgrado i successi conseguiti sotto Basilio, nel corso del regno del suo successore Leone VI il Saggio (886–912), l'Impero fu di nuovo costretto a fronteggiare minacce serie. Al nord, scoppiò una guerra contro lo Zar bulgaro Simeone, e una parte della flotta imperiale fu adoperata nell'895 per trasportare un'armata di Magiari attraverso il Danubio per saccheggiare la Bulgaria. La guerra bulgara costò alcune pesanti sconfitte, mentre al contempo la minaccia navale araba aumentò di nuovo di intensità, con numerose incursioni che devastarono le coste del Mar Egeo. Nell'891 o nell'893, la flotta araba saccheggiò l'isola di Samos e prese prigioniero il suo stratēgos, mentre, nell'898, l'ammiraglio eunuco Raghib prese prigionieri 3 000 marinai bizantini del thema dei Kibyrrhaiotai. Queste sconfitte snudarono le difese bizantine, lasciando esposto il Mar Egeo alle incursioni delle flotte siriane. Il primo colpo pesante fu inflitto nel 901, quando il rinnegato Damiano di Tarso saccheggiò Demetriade, mentre nell'anno successivo, Taormina, l'ultima roccaforte dell'Impero in Sicilia, cadde in mano musulmana. Il disastro più grande, tuttavia, arrivò nel 904, quando un altro rinnegato, Leone di Tripoli, saccheggiò l'Egeo: la sua flotta penetrò persino fino ai Dardanelli, prima di procedere a saccheggiare la seconda città dell'Impero, Tessalonica, mentre la flotta dell'Impero rimaneva in inazione a causa della superiorità numerica della flotta araba. Nel frattempo, le incursioni dei corsari di Creta crebbero di tale intensità, che, alla fine del regno di Leone, la maggior parte delle isole dell'Egeo meridionale erano o abbandonate o costrette ad accettare la supremazia musulmana e pagare un tributo ai pirati. Non vi è sorpresa, quindi, che nei manuali militari navali bizantini scritti durante il regno di Leone VI (Naumachica) sia suggerito prevalentemente un atteggiamento difensivo e cauto.
L'ammiraglio bizantino più abile del periodo fu Imerio, il logothetēs tou dromou. Assunto come ammiraglio nel 904, non fu in grado di impedire il sacco di Tessalonica, ma conseguì una prima vittoria nel 905 o nel 906, e, nel 910, lanciò un attacco vittorioso su Laodicea (Siria): la città fu saccheggiata insieme al suo entroterra senza perdere una sola nave. Un anno dopo, tuttavia, una spedizione in grande stile di 112 dromoni e 75 pamphyloi, per un totale di 43 000 uomini, salpata sotto il comando di Himerios e diretta contro l'Emirato di Creta, non solo non riuscì a riconquistare l'isola, ma, durante il viaggio di ritorno, fu colta in un'imboscata e annientata da Leone di Tripoli al largo di Chios (ottobre 912).
La flotta bizantina cominciò a riprendersi di nuovo dopo il 920. In quello stesso anno proprio un ammiraglio salì al trono di Bisanzio, Romano I Lecapeno (920–944), per la seconda (dopo Tiberio Apsimaro) e per l'ultima volta nella storia dell'Impero. Finalmente, nel 923, la sconfitta decisiva inflitta a Leone di Tripoli al largo di Lemnos, unita all'uccisione di Damiano durante l'assedio di una fortezza bizantina nell'anno successivo, segnò l'inizio della ripresa bizantina.

#### Riconquista di Creta e della Siria settentrionale

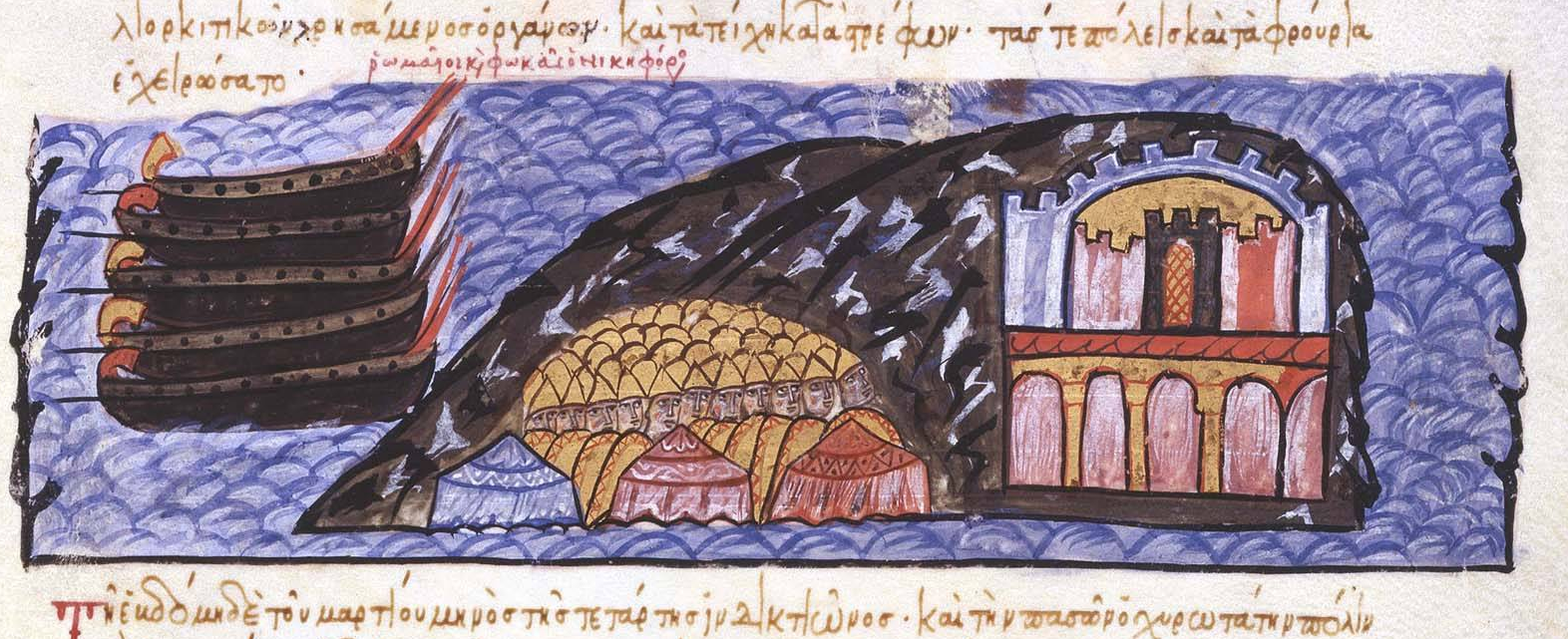
L'assedio di Candia, la principale roccaforte musulmana a Creta, come dipinta nel manoscritto Madrid Skylitzes. Niceforo Foca condusse un'ambiziosa spedizione che riuscì a riconquistare Creta, oltre a porre fine alla minaccia piratesca musulmana nel Mar Egeo.

La ripresa della flotta imperiale diede i suoi primi frutti nel 942, quando l'Imperatore Romano I inviò uno squadrone nel Mar Tirreno: facendo uso del fuoco greco, lo squadrone distrusse una flotta di corsari musulmani presso Frassineto. Nel 949, tuttavia, un'altra spedizione di circa 100 navi, lanciata da Costantino VII (945–959) contro l'Emirato di Creta, risultò in una catastrofica sconfitta, dovuta all'incompetenza del suo comandante, Costantino Gongyles. Una rinnovata offensiva in Italia nel 951–952 fu respinta dai Fatimidi, ma un'altra spedizione nel 956 e la distruzione di una flotta tunisina in una tempesta nel 958 stabilizzò temporaneamente la situazione nella penisola. Nel 962, i Fatimidi assaltarono le rimanenti fortezze bizantine in Sicilia: Taormina cadde nel natale 962 mentre Rometta fu assediata. In risposta, nel 964 fu lanciata una spedizione bizantina che però ebbe un esito disastroso: i Fatimidi sconfissero l'esercito bizantino nei pressi di Rometta, e annientarono la flotta nella Battaglia dello Stretto, grazie all'uso di tuffatori portanti con sé strumenti incendiari. Con entrambe le potenze impegnate altrove, nel 967 fu firmata una tregua tra Bisanzio e i Fatimidi, che frenò l'attività navale bizantina in Occidente: le acque dell'Italia furono affidate alla difesa delle forze bizantine locali e ai vari stati italiani fino a dopo il 1025, quando Bisanzio cominciò di nuovo ad intervenire attivamente in Italia meridionale e in Sicilia.
In Oriente, nel 956 lo stratēgos Basilio Hexamilites inflisse una sconfitta devastante alla flotta di Tarso, aprendo la via per un'altra grandiosa spedizione per recuperare Creta. Essa fu affidata al comando di Niceforo Foca, che, nel 960, salpò con una flotta di 100 dromoni, 200 chelandia e 308 navi di trasporto, per un totale di 77 000 uomini, per sottomettere l'isola. La conquista di Creta pose fine alla minaccia piratesca musulmana nelle acque dell'Egeo, il cuore marittimo dell'Impero, mentre le successive campagne militari di Niceforo Foca condussero alla riconquista della Cilicia (nel 963), di Cipro (nel 968), e della Siria settentrionale (nel 969). Queste conquiste rimossero la minaccia delle un tempo potenti flotte siriane musulmane, ristabilendo il predominio bizantino nel Mediterraneo orientale, tanto che Niceforo Foca si sarebbe vantato con Liutprando di Cremona affermando "Solo io comando i mari". Avvennero alcune incursioni e scontri navali tra Bisanzio e i Fatimidi nel corso degli anni 990, ma le relazioni pacifiche tra i due stati vennero ristabilite poco tempo dopo, e il Mediterraneo orientale rimase relativamente calmo per alcuni decenni.
Nello stesso periodo, la flotta bizantina fu attiva anche nel Mar Nero: nel 941 una flotta dei Rus' che minacciava Costantinopoli fu distrutta da 15 vecchie navi equipaggiate con il fuoco greco, mentre la flotta risultò di nuovo decisiva nel corso della Guerra Rus'–bizantina del 970–971, allorché Giovanni I Zimisce (969–976) inviò 300 navi a bloccare ogni via di fuga attraverso il Danubio ai Rus' di Kiev.

### Periodo dei Comneni

#### Declino durante l'XI secolo
"Sforzatevi al massimo per avere la flotta al massimo della condizione[...]. Perché la flotta è la gloria della Rhōmania. [...] I droungarios e i prōtonotarios della flotta dovrebbero [...] investigare con rigore ogni minima cosa che venga fatta alla flotta. Perché quando la flotta è ridotta al nulla, verrete rovesciato e cadrete."
Per il corso della maggior parte dell'XI secolo, la flotta bizantina affrontò nuove sfide. La minaccia musulmana era terminata, per il declino delle loro flotte ma soprattutto per le relazioni pacifiche instauratesi tra l'Impero e i Fatimidi. L'ultima incursione araba in territorio imperiale fu registrata nel 1035 nelle Cicladi, e fu sconfitta l'anno successivo. Nel 1043 un altro attacco dei Rus' fu respinto agevolmente, e, a parte un effimero tentativo di riconquistare la Sicilia sotto il comando di Giorgio Maniace, non furono più intraprese importanti spedizioni navali. Inevitabilmente, questo lungo periodo di pace e prosperità condusse alla trascuratezza dell'esercito e della flotta. Già all'epoca del regno di Basilio II (976–1025), la difesa dell'Adriatico fu affidata ai Veneziani. Sotto Costantino IX (1042–1055), vennero ridotti gli effettivi sia della flotta che dell'esercito in quanto il servizio militare fu sempre più frequentemente commutato in favore di pagamenti in denaro, risultando in una sempre più crescente dipendenza da soldati mercenari. Le grandi flotte tematiche declinarono e vennero sostituite da minuscoli squadroni sottoposti ai comandanti militari locali, più adatti a sopprimere la pirateria piuttosto che a fronteggiare con successo una seria minaccia marittima.
Nell'ultimo quarto dell'XI secolo, la flotta bizantina era l'ombra di sé stessa, tanto che era declinata per la trascuratezza e l'incompetenza dei suoi ufficiali, e per la mancanza di finanziamenti. Cecaumeno, scrivendo intorno al 1078, lamenta che "[le navi bizantine] non stanno facendo nient'altro che trasportare frumento, orzo, formaggi, vino, carni, olio di uliva, grandi quantità di denaro, e nient'altro" dalle isole e dalle coste dell'Egeo, mentre "sfuggono [al nemico] prima ancora di avvistarlo, divenendo così un imbarazzo per i Romani". Al tempo in cui scriveva Cecaumeno, erano emerse nuove e potenti minacce. In Occidente, il Regno di Sicilia normanno, che aveva espulso i Bizantini dall'Italia meridionale e avevano conquistato la Sicilia, stava ora volgendo le sue mire verso i territori bizantini sulla costa Adriatica ed oltre. In Oriente, la disastrosa disfatta bizantina nella Battaglia di Manzikert nel 1071 era costata la perdita dell'Asia Minore, il cuore economico e militare dell'Impero, conquistata dai Turchi Selgiuchidi, che dal 1081 avevano posto la propria capitale a Nicea, ad appena un centinaio di miglia a sud di Costantinopoli. Poco tempo dopo, fecero la loro comparsa nell'Egeo pirati sia turchi che cristiani. Le flotte tematiche bizantine, che un tempo sorvegliavano i mari, erano ora incapaci di reagire con efficacia alle nuove minacce per la trascuratezza e per le guerre civili.

#### Tentativi di recupero sotto Alessio I e Giovanni II
A questo punto, lo stato miserevole della flotta bizantina ebbe pesanti ripercussioni. L'invasione normanna della Grecia non poteva essere arrestata, e il loro esercito occupò Corfù, sbarcò senza trovare opposizioni in Epiro e assediò Dyrrhachium, cominciando un decennio di guerre che consumò le scarse risorse dell'ormai disastrato stato bizantino. Il nuovo imperatore, Alessio I Comneno (1081–1118), fu costretto a implorare l'aiuto dei Veneziani, che negli anni 1070 avevano già affermato il loro controllo dell'Adriatico e della Dalmazia contro i Normanni. Nel 1082, in cambio della loro assistenza, i Veneziani ottennero dall'Imperatore di Bisanzio importanti concessioni commerciali. Questo trattato, e le successive estensioni di questi privilegi, resero di fatto i Bizantini ostaggi dei Veneziani (e successivamente dei Genovesi e dei Pisani). Lo storico John Birkenmeier nota che: "La mancanza di una flotta da parte di Bisanzio [...] significava che Venezia poteva regolarmente estorcere privilegi economici, determinare se gli invasori, come i Normanni o i Crociati, entrassero nell'Impero, e fermare ogni tentativo bizantino di restringere l'attività commerciale o navale veneziana". Negli scontri con i Normanni avvenuti durante gli anni 1080, l'unica effettiva forza navale bizantina era uno squadrone comandato da Michele Mauricas, un comandante navale veterano. Nonostante il successo iniziale delle operazioni condotte insieme ai Veneziani, nel 1084 la flotta congiunta fu colta di sorpresa e sconfitta dai Normanni al largo di Corfù.
Alessio, malgrado privilegiasse le operazioni di terra, si rese conto inevitabilmente dell'importanza di possedere una propria flotta e prese alcune misure per potenziarla. I suoi tentativi diedero qualche frutto, in particolar modo nel respingere i tentativi di saccheggiare l'Egeo compiuti dalle flotte nemiche inviate dagli emiri turchi, come Tzachas di Smirne. La flotta comandata da Giovanni Ducas fu adoperata anche per sopprimere rivolte a Creta e Cipro. Con l'aiuto dei Crociati, Alessio fu in grado di recuperare le coste dell'Anatolia occidentale e di espandere la sua influenza ad Oriente anche oltre: nel 1104, uno squadrone bizantino di 10 navi conquistarono Laodicea ed altre città costiere fino a Tripoli. Nel 1118, Alessio fu in grado di consegnare una piccola marina al suo successore, Giovanni II Comneno (1118–1143). Come suo padre, Giovanni II concentrò le sue attenzioni sull'esercito e sulle regolari campagne terrestri, ma non trascurò la flotta, cercando di mantenerne la forza e il sistema di approvvigionamento. Nel 1122, tuttavia, Giovanni rifiutò di rinnovare i privilegi commerciali che Alessio aveva garantito ai Veneziani. Di conseguenza, i Veneziani per rappresaglia saccheggiarono alcune isole bizantine, costringendo Giovanni a rinnovare i privilegi nel 1125. Evidentemente la flotta bizantina non era ancora sufficientemente potente da poter consentire a Giovanni di confrontarsi con successo con Venezia, soprattutto perché le risorse dell'Impero andavano investite anche su altre questioni urgenti. Non molto tempo dopo questo incidente, si narra che Giovanni II, agendo su consiglio del suo ministro delle finanze Giovanni di Poutze, avesse tagliato i fondi alla flotta e li avesse trasferiti all'esercito, equipaggiando navi solo su base ad hoc.

#### Spedizioni navali di Manuele I
La marina poté godere di un aumento di importanza sotto l'ambizioso imperatore Manuele I Comneno (1143–1180), che la impiegò molto frequentemente come strumento potente per confrontarsi in politica estera con gli Stati latini e musulmani del Mediterraneo orientale. Nel corso dei primi anni del suo regno, la marina bizantina era ancora debole: nel 1147, la flotta di Ruggero II di Sicilia, comandata da Giorgio di Antiochia, fu in grado di saccheggiare Corfù, le isole ioniche e l'Egeo senza trovare resistenza. Nell'anno successivo, con il sostegno dei Veneziani, un'armata coadiuvata da una flotta imponente (500 navi da guerra e 1 000 di trasporto) fu inviata per recuperare Corfù e le isole ioniche occupate dai Normanni. I Normanni replicarono inviando una flotta di 40 navi che raggiunse addirittura Costantinopoli, compiendo scorrerie nei suoi sobborghi. Durante il viaggio di ritorno, tuttavia, fu attaccata e distrutta da una flotta bizantina o veneziana.
Nel 1155 uno squadrone bizantino di 10 navi in sostegno del ribelle normanno Roberto III di Loritello sbarcò ad Ancona, lanciando l'ultimo tentativo bizantino di riconquistare l'Italia meridionale. Malgrado alcuni successi iniziali e l'arrivo di rinforzi sotto il megas doux Alessio Comneno Briennio, la spedizione fu alla fine sconfitta nel 1156, e 4 navi bizantine vennero catturate. Nel 1169 i tentativi di Manuele di potenziare la flotta avevano cominciato a dare i suoi frutti, in quanto una flotta imponente e prettamente bizantina di circa 150 galee, 20 grandi navi di trasporto e 60 navi di trasporto dei cavalli sotto il comando del megas doux Andronico Contostefano fu inviata per invadere l'Egitto in cooperazione con il sovrano dello stato Crociato Regno di Gerusalemme. L'invasione, tuttavia, fallì, e i Bizantini persero metà della propria flotta durante il viaggio di ritorno a causa di una tempesta.
In seguito al sequestro e all'imprigionamento di tutti i Veneziani nell'Impero per ordine dell'Imperatore, avvenuto nel marzo 1171, la flotta bizantina era sufficientemente forte da poter respingere un prevedibile attacco dei Veneziani, che sbarcarono a Chios, dove si insediarono per le negoziazioni. Manuele inviò una flotta di 150 navi sotto Contostefano per confrontarsi con essi in quel luogo e impiegò tattiche di temporeggiamento, fino a che, indeboliti dalla malattia, i Veneziani cominciarono la ritirata, venendo inseguiti dalla flotta di Contostefano. Fu questa una notevole inversione di fortune, comparata con l'umiliazione del 1125. Nel 1177, un'altra flotta di 70 galee e 80 navi ausiliarie sotto il comando di Contostefano, destinata per l'Egitto, fece ritorno in patria dopo essere comparsa al largo di Acri, in quanto il Conte Filippo I di Fiandra e molti nobili di spicco del Regno di Gerusalemme avevano rifiutato di prendere parte alla spedizione. Tuttavia, alla fine del regno di Manuele, i danni dovuti allo sforzo di dover sostenere guerre continue su tutti i fronti a causa delle ambizioni smodate dell'Imperatore, erano divenuti evidenti: lo storico Niceta Coniata attribuisce la rinascita della pirateria negli ultimi anni di regno di Manuele al trasferimento dei fondi destinati al mantenimento della flotta alle altre necessità del tesoro imperiale.

### Declino

#### Dinastia degli Angeli

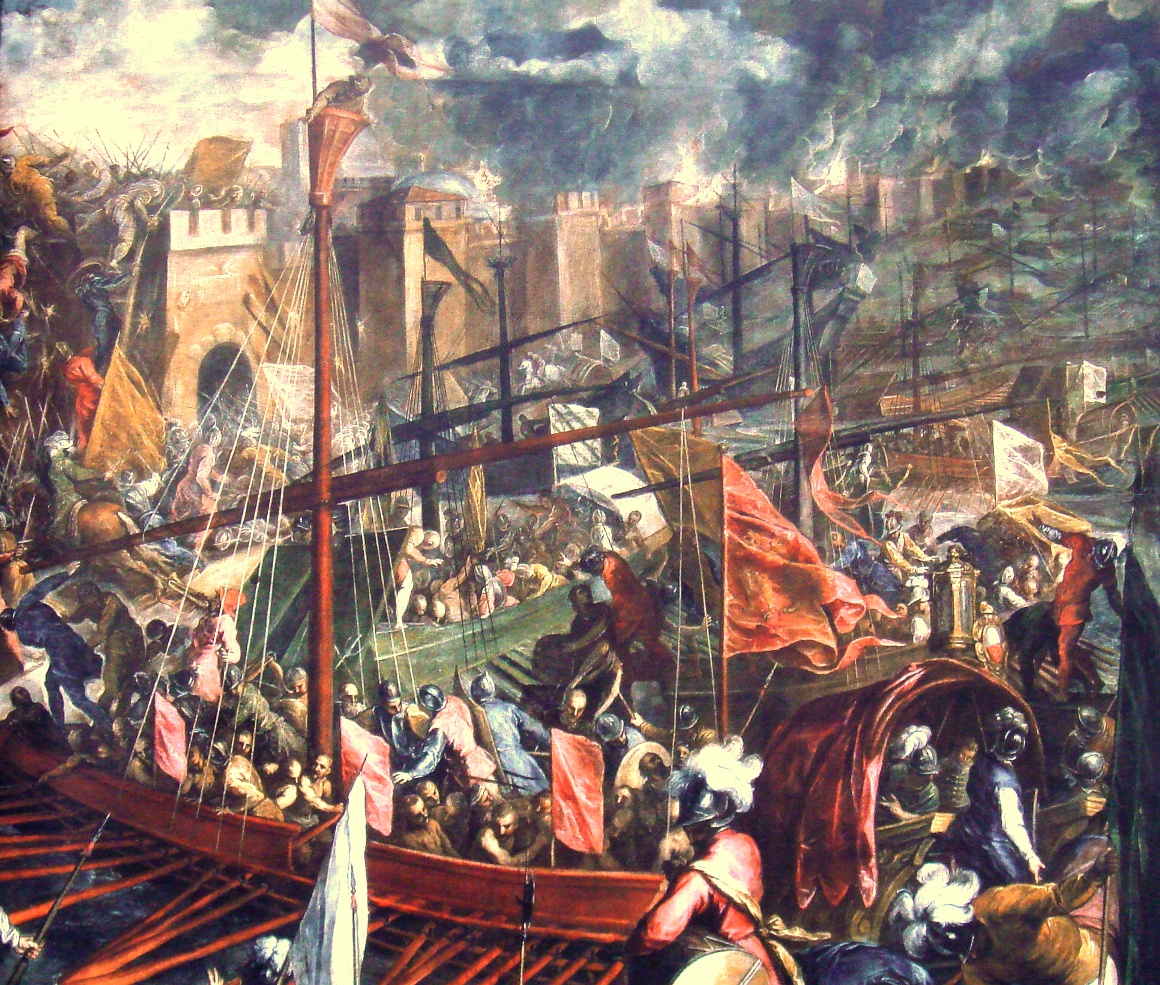
La Caduta di Costantinopoli in mano crociata durante la Quarta crociata (1204) segnò il trionfo dell'Occidente latino, e particolarmente della potenza marittima veneziana, sull'indebolito Impero bizantino.

La marina militare bizantina declinò una volta spentosi Manuele I (1180) ed, alcuni anni dopo, nel 1185, la dinastia comnena. I costi di mantenimento delle galee e di equipaggi efficienti erano molto elevati, e la trascuratezza della flotta sotto i successori di Manuele portò a un nuovo declino. Già nel 1182 i Bizantini dovettero ricorrere al pagamento di mercenari veneziani per arruolarli in alcune delle loro galee. L'indebolimento della flotta fu comunque graduale, come dimostra il fatto che, ancora negli anni 1180, le fonti coeve attestano spedizioni di 70-100 navi, segno che ci vollero degli anni per disfare del tutto il potenziamento della marina attuato dai Comneni.
E fu così che nel 1185 l'imperatore Andronico I Comneno (1183–1185) poteva ancora raggruppare una flotta di 100 navi da guerra per respingere una flotta normanna nel Mar di Marmara. Tuttavia, il conseguente trattato di pace comprendeva una clausola che obbligava il Regno di Sicilia a fornire una flotta all'Impero. Ciò, insieme a un accordo simile stretto da Isacco II Angelo (1185–1195 e 1203–1204) con Venezia l'anno successivo, con il quale la Repubblica si impegnava a fornire 40–100 galee per sei mesi in cambio di favorevoli concessioni commerciali, è una chiara indicazione che il governo bizantino era consapevole dell'inadeguatezza della propria flotta.
Nel frattempo la pirateria fiorì nel Mediterraneo orientale, soprattutto nell'Egeo, dove i capitani pirati si offrivano frequentemente come mercenari alle potenze regionali, fornendo loro un modo rapido ed economico per allestire una flotta per specifiche spedizioni, senza dover sostenere i costi di una marina permanente. Nel 1186, essendo suo fratello Alessio III (1195–1203) tenuto prigioniero ad Acri, Isacco II inviò 80 galee per liberarlo, ma la flotta fu distrutta al largo di Cipro dal pirata Margarito da Brindisi, al servizio dei Normanni di Sicilia. Nello stesso anno, un'altra flotta bizantina di 70 navi fu inviata da Isacco II per riconquistare Cipro, caduta nelle mani di Isacco Comneno, ma fu anch'essa sconfitta da Margarito. I saccheggi dei pirati, in particolare del capitano genovese Kaphoures, descritti da Niceta Coniata e da suo fratello Michele Coniata, costrinsero l'imperatore a intervenire. La tassa sulla flotta fu ancora una volta riscossa dalle regioni costiere e fu equipaggiata una marina di 30 navi, che fu affidata al pirata calabro Steiriones. Malgrado alcuni successi iniziali, la flotta di Steiriones fu distrutta in un attacco a sorpresa di Kaphoures al largo di Sestos. Una seconda flotta, rinforzata da vascelli pisani e di nuovo sotto il comando di Steiriones, fu infine in grado di sconfiggere Kaphoures e porre fine alle sue incursioni.
Il declino accelerò ulteriormente nel corso degli anni 1190. Niceta Coniata accusò il megas doux, Michele Strifno, di essersi arricchito svendendo l'equipaggiamento delle navi da guerra, e all'inizio del XIII secolo l'autorità del governo centrale si era tanto indebolita da permettere la secessione di alcune province, dove sorsero dei potentati locali. La situazione generale di anarchia permise a uomini come Leone Sguro, attivo nella Grecia meridionale, e il governatore imperiale di Samos, Pegonites, di impiegare le loro navi per arricchirsi personalmente con la pirateria. Si narra che persino l'imperatore Alessio III Angelo (1195–1203) avesse autorizzato uno dei suoi comandanti, Costantino Phrangopoulos, a compiere incursioni piratesche contro le navi mercantili nel Mar Nero.
Nel 1196 erano rimaste a disposizione solo 30 galee. Verso la fine degli anni 1190 Genovesi, Pisani e Veneziani operavano liberamente nell'Egeo, saccheggiando a volontà e imponendo le loro condizioni all'Impero. Nel corso di questo periodo, i Bizantini dovettero fare crescente affidamento sull'assunzione di mercenari occidentali affinché combattessero per essi. Con questi presupposti, lo stato bizantino e la sua flotta non erano nelle condizioni di poter resistere alla potenza navale di Venezia, che prese parte alla Quarta crociata. Niceta Coniata narra che, quando Alessio III e Stryphnos ricevettero la notizia che la Crociata fosse rivolta contro Costantinopoli, solo 20 vascelli "squallidi e fatiscenti" poterono essere trovati per difendere la capitale. Durante il primo assedio crociato del 1203, i tentativi delle navi bizantine di impedire alla flotta crociata di entrare nel Corno d'Oro andarono incontro al fallimento, come risultò vano l'uso contro la flotta veneziana di 17 navi bizantine come brulotti, a causa dell'abilità dei Veneziani nel manovrare le loro navi.

#### Nicea e il periodo dei Paleologi

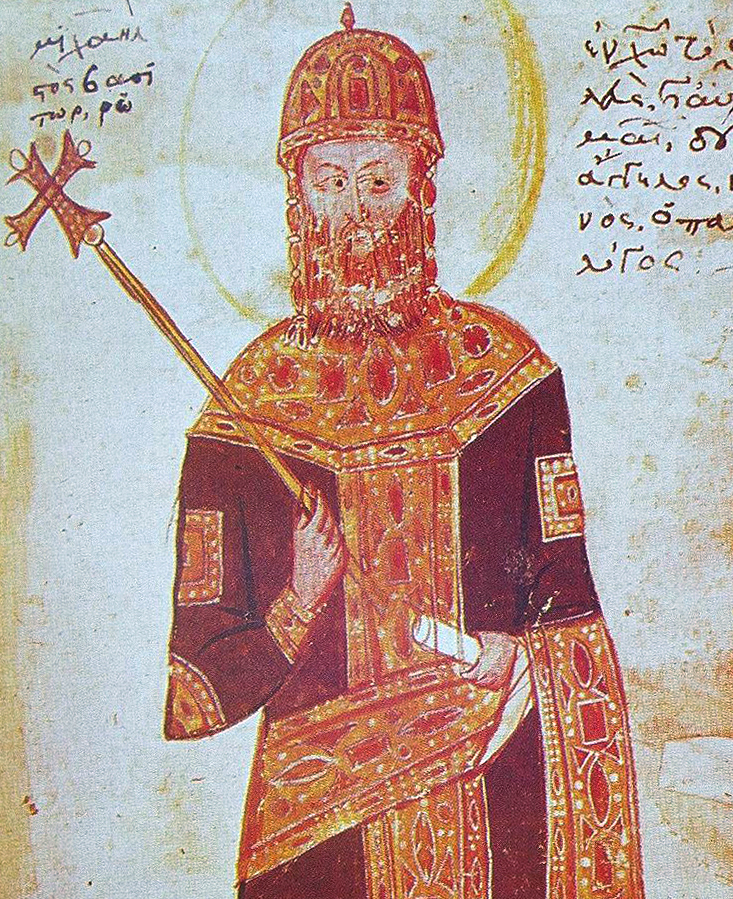
L'Imperatore Michele VIII Paleologo. Ripristinò l'Impero bizantino riconquistando Costantinopoli, e fu responsabile dell'ultima rinascita della flotta bizantina, che ritornò per breve tempo una delle potenze navali principali.

Dopo la Quarta crociata, l'Impero bizantino fu spartito tra i Crociati, mentre vennero fondati tre stati successori greci, il Despotato di Epiro, l'Impero di Trebisonda e l'Impero di Nicea, ognuno rivendicante il titolo imperiale bizantino. Il primo di questi non possedeva una flotta, mentre la flotta di Trebisonda era minuscola e impiegata per lo più per sorvegliare le acque e trasportare le truppe, mentre i Niceni, almeno inizialmente, avevano attuato una politica di consolidamento impiegando la propria flotta per la difesa delle coste. Sotto Giovanni III Vatatze (1222–1254), tuttavia, fu seguita una politica estera più energica, e nel 1225 la flotta nicena fu in grado di occupare le isole di Lesbo, Chio, Samo e Icaria. La flotta di Nicea, tuttavia, non era in grado di competere alla pari con la più potente flotta veneziana: nel corso di un tentativo di bloccare Costantinopoli nel 1235, la flotta nicena fu sconfitta da una di gran lunga inferiore forza veneziana, e in un tentativo simile nel 1241, i Niceni furono di nuovo messi in rotta. I tentativi niceni, nel corso degli anni 1230, di appoggiare una rivolta locale a Creta contro Venezia furono inoltre solo in parte coronati dal successo, e le ultime truppe nicene furono costrette a lasciare l'isola nel 1236. Consapevole della debolezza della sua marina militare, nel marzo 1261 l'Imperatore Michele VIII Paleologo (1259–1282) concluse il Trattato di Nymphaeum con i Genovesi, assicurandosi il loro aiuto in mare contro Venezia, in cambio di privilegi commerciali.
In seguito alla riconquista di Costantinopoli avvenuta alcuni mesi dopo, tuttavia, Michele VIII fu in grado di concentrare la propria attenzione sulla ricostruzione della propria flotta. All'inizio degli anni 1260, la marina bizantina era ancora debole, e dipendeva ancora molto dal sostegno degli alleati Genovesi, che tuttavia non erano in grado di reggere al confronto con la marina veneziana in uno scontro diretto, come evidenzia la sconfitta di una flotta congiunta bizantina–genovese di 48 navi per mano di una gran lunga più piccola flotta veneziana nel 1263. Approfittando della guerra in corso tra Venezia e Genova, tuttavia, a partire dal 1270 Michele riuscì a creare una potente marina di 80 navi, ulteriormente rinforzata dall'arruolamento di alcuni mercenari latini che decisero di combattere sotto i colori imperiali. Nello stesso anno, una flotta di 24 galee assediò la città di Oreoi a Negroponte (Eubea), e sconfisse una flotta latina di 20 galee. Si trattò della prima operazione navale bizantina indipendente coronata dal successo e diede inizio a una campagna navale nell'Egeo che sarebbe continuata nel corso degli anni 1270 e avrebbe portato alla riconquista, sebbene solo temporanea, di diverse isole appartenenti ai Latini.
Questa rinascita non durò a lungo. Una volta spentosi Carlo d'Angiò nel 1285 e con lui la minaccia di un'invasione dall'Italia, il successore di Michele, Andronico II Paleologo (1282–1328), nel 1291 decise di sopprimere la marina bizantina, ingaggiando invece 50-60 galee genovesi, nella convinzione che, facendo affidamento sulla potenza navale dei suoi alleati genovesi, avrebbe potuto fare a meno del mantenimento di una flotta, i cui costi particolarmente elevati non potevano più essere sostenuti dallo stato ormai a corto di denaro. Inoltre, Andronico trascurò i territori occidentali del suo impero e si concentrò sull'Asia Minore dove tentò invano di fermare l'avanzata turca, una politica in cui la flotta era rimasta senza un ruolo. Di conseguenza l'intera flotta fu soppressa, i suoi equipaggi licenziati e le navi distrutte o non più tenute in manutenzione. I tagli attuati da Andronico sui costi militari, che si estesero anche all'esercito, gli attirarono fin dall'inizio le critiche non solo degli ufficiali ma anche degli storici coevi, tra cui Giorgio Pachimere e Niceforo Gregora che descrissero gli effetti a lungo termine di questa decisione sprovveduta: la pirateria fiorì, e come se non bastasse gli equipaggi della flotta soppressa passarono al servizio dei signori turchi e latini, Costantinopoli fu resa priva di difese esponendola agli attacchi delle potenze marinare italiane, e un numero sempre più crescente di isole dell'Egeo caddero sotto dominazione straniera — tra queste Chio espugnata dal genovese Benedetto Zaccaria, Rodi e il Dodecanneso dai Cavalieri Ospitalieri, Lesbo e altre isole dai Gattilusi. Inoltre i Turchi presero gradualmente possesso permanente delle coste egee dell'Anatolia, con l'Impero impotente di fronte alla loro avanzata, mentre nel 1296 o nel 1297, nel corso della Guerra tra Genova, Bisanzio e Venezia, una flotta veneziana attaccò Costantinopoli e saccheggiò i suoi sobborghi senza trovare resistenza. Come commentò Gregora, "se [i Bizantini] fossero rimasti padroni dei mari, come lo erano un tempo, i Latini non sarebbero mai diventati così arroganti [...], né i Turchi avrebbero mai volto gli sguardi sulle sabbie della costa del Mare [Egeo] [...], né avremmo dovuto pagare a ognuno un tributo ogni anno".
Dopo il 1305, cedendo alle pressioni ricevute e alla necessità di contenere la Compagnia catalana, l'Imperatore tentò tardivamente di ricostruire una piccola marina di 20 navi, che tuttavia fu soppressa di nuovo dopo essere stata apparentemente in attività nei due anni successivi. Ulteriori tentativi di ricostituire una flotta sotto i suoi successori, con la motivazione di garantire la sicurezza e l'indipendenza della stessa Costantinopoli dall'ingerenza delle potenze marinare italiane, produssero effetti positivi solo a breve termine. Nel XIV secolo, guerre civili ricorrenti, attacchi dalla Bulgaria e dalla Serbia nei Balcani e le devastazioni provocate dalle sempre crescenti incursioni turche accelerarono il collasso dello stato bizantino, che sarebbe culminato nella caduta di Costantinopoli per mano dei Turchi Ottomani nel 1453.
Il successore di Andronico II, Andronico III Paleologo (1328–1341), immediatamente dopo la sua ascesa, ricostituì una flotta di 105 vascelli, con l'aiuto dei contributi finanziari di diversi magnati. La condusse di persona nell'ultima spedizione maggiore della marina bizantina nel mar Egeo, recuperando Chios e Focea ai Genovesi e costringendo numerosi principati minori latini e turchi a venire a patti con lui.
Le sue campagne contro gli Ottomani in Bitinia, tuttavia, furono fallimentari, e ben presto i Turchi stabilirono la loro prima base navale a Trigleia sul Mar di Marmara, da cui saccheggiavano le coste della Tracia. Per difendersi da questa nuova minaccia, verso la fine del regno di Andronico III fu costruita a Costantinopoli una flotta di circa 70 navi, condotta dal megas doux Alessio Apocauco. Questa flotta fu molto attiva nel corso della guerra civile del 1341-1347, nella quale il suo comandante rivestì un ruolo prominente. In seguito alla guerra civile, l'Imperatore Giovanni VI Cantacuzeno (1347–1354) tentò di ripristinare la marina e la flotta mercantile, in modo da ridurre la dipendenza dell'Impero sulla colonia Genovese di Galata, e da assicurarsi il controllo dei Dardanelli per impedire il passaggio dei Turchi. A tal fine, richiese l'aiuto dei Veneziani, ma nel marzo 1349, la sua nuova flotta di 9 navi grandi e circa 100 vascelli più piccoli fu sorpresa da una tempesta al largo della costa meridionale di Costantinopoli. Gli equipaggi inesperti si fecero prendere dal panico, e le navi furono o affondate o catturate dai Genovesi. Restio ad arrendersi, Cantacuzeno ricostituì di nuovo una flotta, che gli permise di ristabilire l'autorità bizantina su Tessalonica e su alcune città costiere e isole. Il grosso della flotta era mantenuta a Costantinopoli ma, pur rimanendo in attività nell'Egeo e nonostante alcuni successi conseguiti sui pirati turchi, non fu mai in grado di porre fine una volta per tutte alle loro attività e nemmeno di sfidare le marine italiane per la supremazia in mare. L'impoverito stato bizantino divenne così una pedina delle grandi potenze dell'epoca, tentando di sopravvivere sfruttando le loro rivalità. Nel 1351, ad esempio, Cantacuzeno fu indotto a schierarsi con Venezia e Aragona nella guerra contro Genova, ma, abbandonato dagli ammiragli veneziani, la sua flotta di sole 14 navi fu presto sconfitta dai Genovesi e fu dunque costretto a firmare una pace sfavorevole.
Dopo il regno di Andronico III, il numero totale di navi da guerra appartenenti alla marina bizantina menzionato nelle fonti raramente supera il dieci, ma, grazie all'arruolamento di navi mercantili, flotte di 100–200 navi potevano ancora essere raggruppate occasionalmente. Cantacuzeno fu l'ultimo imperatore che ebbe le risorse per provare a restaurare la marina militare bizantina, in quanto l'Impero, indebolito dalle guerre civili e dalle perdite territoriali, era ormai sul punto di crollare. La carenza di fondi condannò la flotta a essere ridotta a una manciata di vascelli mantenuti a Costantinopoli. È peculiare che nel suo pamphlet del 1418 al despotēs Teodoro Paleologo, lo studioso Gemistos Plethon si schierò contro il mantenimento della marina, sostenendo che le risorse dello stato fossero ormai insufficienti per mantenere adeguatamente sia un esercito che una flotta efficiente. Nel corso della breve usurpazione di Giovanni VII nel 1390, Manuele II (1391–1425) fu in grado di raggruppare solo 5 galee e 4 vascelli più piccoli (inclusi alcuni provenienti dai Cavalieri di Rodi) per riconquistare Costantinopoli e salvare suo padre Giovanni V. Sei anni dopo, Manuele promise di armare 10 navi in appoggio alla Crociata di Nicopoli; vent'anni dopo, condusse di persona 4 galee e 2 altri vascelli trasportanti cavalieri e fanti, e salvò l'isola di Thasos da un'invasione. Navi bizantine rimasero in attività nel corso dell'Interregno ottomano, allorché Bisanzio si schierò di volta in volta con numerosi principi ottomani rivali. Manuele usò le sue navi per traghettare i pretendenti rivali e le loro armate attraverso lo stretto. Con il supporto genovese, la flotta di Manuele fu anche in grado di adunare una flotta di otto galee e di prendere Gallipoli nel maggio 1410, seppur per breve tempo; e nell'agosto 1411 la flotta bizantina fu determinante nel far fallire l'assedio di Costantinopoli per mano del principe ottomano Musa Çelebi, mandando a monte il tentativo di Musa di bloccare la città per mare. Allo stesso modo, nel 1421, 10 navi da guerra bizantine furono impiegate in sostegno del pretendente al trono ottomano Mustafa contro il Sultano Murad II.
L'ultima vittoria navale bizantina registrata dalle fonti avvenne nel 1427 in una battaglia al largo delle isole Echinadi, quando l'Imperatore Giovanni VIII Paleologo (1425–1448) sconfisse la superiore flotta di Carlo I Tocco, Conte di Cefalonia e Despota di Epiro, costringendolo a cedere tutti i suoi possedimenti in Morea ai Bizantini. L'ultima comparsa della marina bizantina avvenne nell'assedio finale ottomano del 1453, quando una flotta mista di navi bizantine, genovesi e veneziane (il cui numero varia a seconda delle fonti, variando da 10 a 39 vascelli) difesero Costantinopoli contro la flotta ottomana. Nel corso dell'assedio, che segnò la caduta definitiva dell'Impero, il 20 aprile 1453, ebbe luogo l'ultimo scontro navale della storia bizantina, allorché tre galee genovesi scortanti una nave di trasporto bizantina combatté contro l'imponente flotta di blocco ottomana nel Corno d'Oro.

## Organizzazione

### Periodo protobizantino (IV– VII secolo)
Molto poco è noto sull'organizzazione delle flotte romane nella Tarda Antichità, dalla graduale suddivisione delle immense flotte provinciali in squadroni più piccoli avvenuta nel corso del III secolo fino alla formazione di una nuova marina in conseguenza alle conquiste islamiche. Nonostante le testimonianze di considerevole attività navale in questo periodo, gli studiosi più datati ritenevano che la marina romana era praticamente scomparsa a partire dal IV secolo, ma studi più recenti hanno contestato questo quadro di progressivo declino sostenendo che in realtà avvenne una trasformazione in una forza principalmente fluviale e costiera, designata per cooperare strettamente con l'esercito.
Sotto l'Imperatore Diocleziano (284–305), gli effettivi della marina furono aumentati, secondo almeno le fonti a nostra disposizione, da 46 000 a 64 000 soldati, una cifra che segna il picco dal punto di vista meramente numerico della flotta tardo romana. La flotta sul Danubio (Classis Histrica) con le sue flottiglie legionarie è ancora ben attestata nella Notitia Dignitatum, e l'aumento della sua attività è attestato da Vegezio. In Occidente, alcune flotte fluviali sono attestate dalle fonti, ma le vecchie flotte pretoriane permanenti erano praticamente svanite, e persino le rimanenti flotte provinciali occidentali sembrano essere state fortemente indebolite e incapaci di contrastare ogni significativo attacco barbarico. In Oriente, le flotte siriache e alessandrine esistevano ancora intorno al 400, come attestano fonti legali, mentre è noto che in quello stesso periodo una flotta, probabilmente creata dai resti delle flotte pretoriane, era stazionata nella stessa Costantinopoli. Nel 400 tale flotta fu bastevole per massacrare un'imponente orda di Goti che avevano costruito zattere e tentato di attraversare lo stretto che separa l'Asia dall'Europa. I suoi effettivi, tuttavia, non sono noti, ed essa non è attestata dalla Notitia.
Per quanto riguarda le operazioni nel Mediterraneo nel corso del V secolo, sembra che le flotte siano state costruite su base ad hoc e successivamente soppresse. La costituzione della prima flotta bizantina permanente può essere fatta risalire all'inizio del VI secolo e alla rivolta di Vitaliano nel 513–515, quando Anastasio I costituì una flotta per contrastare quella dei ribelli. Tale flotta fu mantenuta in attività, e sotto Giustiniano I e i suoi successori si tramutò in una marina professionale e ben mantenuta. A causa dell'assenza di ogni minaccia navale, tuttavia, la marina del tardo VI secolo era relativamente piccola, con alcune piccole flottiglie sul Danubio e due flotte principali con sede a Ravenna e a Costantinopoli. Ulteriori flottiglie dovevano avere sede nei principali centri marittimi e commerciali dell'Impero: ad Alessandria, fornendo la scorta alla flotta che ogni anno portava il grano a Costantinopoli, e a Cartagine, controllante il Mediterraneo occidentale. Giustiniano stazionò inoltre truppe e navi persino nei più remoti avamposti dell'Impero, a Septem (Ceuta), Cherson in Crimea, e Aelana (Eilat) sul Golfo di Aqaba. La duratura tradizione navale e le infrastrutture di queste regioni resero più agevole il mantenimento della flotta, e, nel caso di una spedizione navale, un'imponente flotta poteva essere assemblata in breve tempo e senza grosse spese requisendo le numerose navi mercantili.

### Periodo mediobizantino (VII secolo– 1070)

#### Organizzazione della flotta

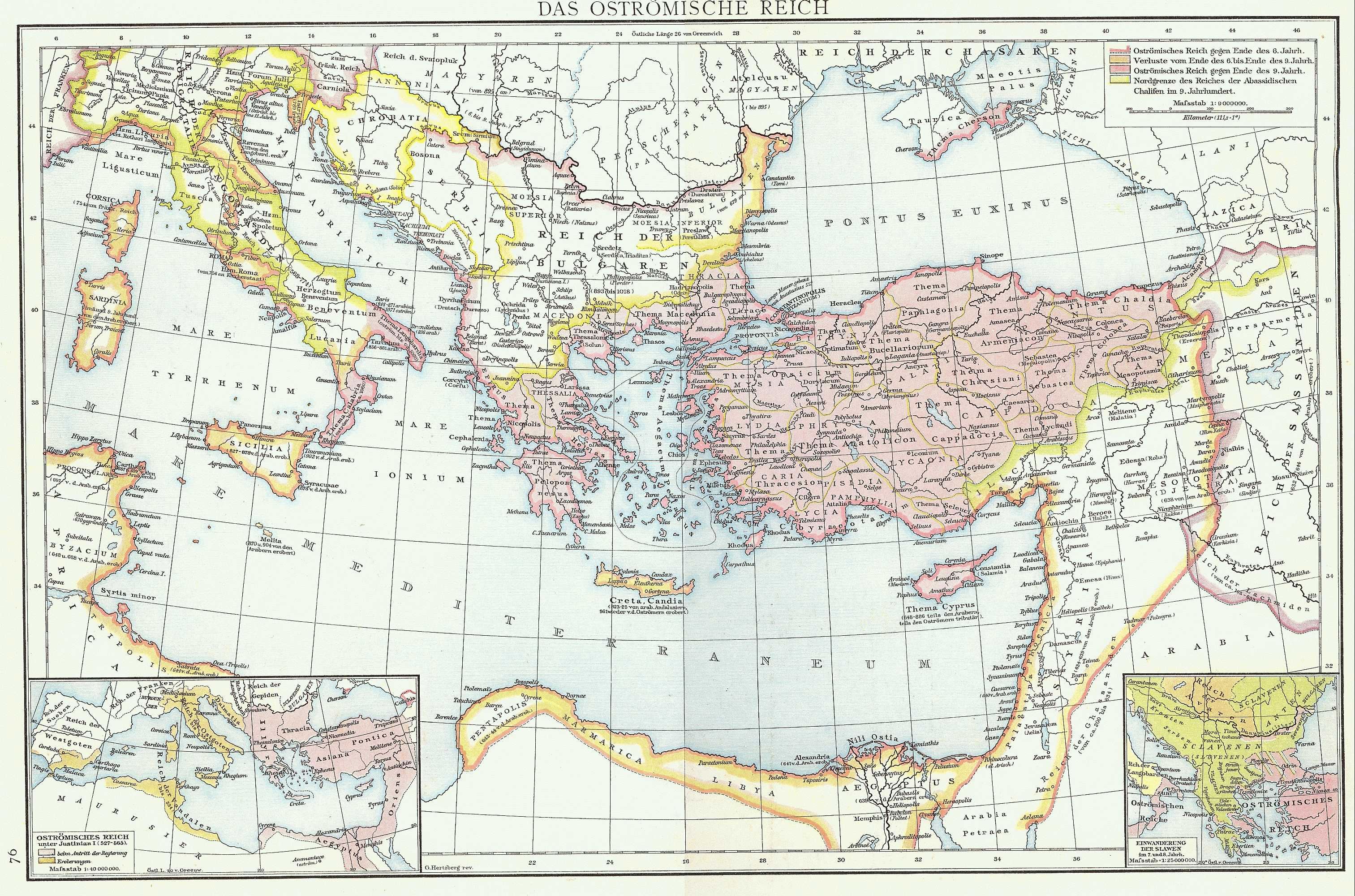
L'Impero bizantino tra il VI e il tardo IX secolo, inclusi i temi intorno al 900. I possedimenti imperiali sparsi e isolati nel Mediterraneo erano difesi e rinforzati dalle flotte bizantine.

In risposta alle conquiste islamiche avvenute nel corso del VII secolo, l'intera struttura amministrativa e militare dell'Impero fu riformata, in particolare con la costituzione dei temi (themata). In base a questa riforma, l'Impero fu suddiviso in diversi themata, distretti regionali civili e militari. Sotto il comando di uno stratēgos, ogni thema disponeva di un esercito locale permanente. In seguito a una serie di rivolte da parte degli eserciti tematici, sotto Costantino V i primi temi, di vaste dimensioni, furono progressivamente suddivisi in temi più piccoli, mentre al contempo fu costituito, con sede Costantinopoli o le sue vicinanze, un esercito imperiale centrale, i tagmata, con la funzione di esercito di riserva, che avrebbe da allora costituito il nerbo degli eserciti da campagna.
Un processo simile coinvolse la flotta, che fu riorganizzata in modo simile. Nella seconda metà del VII secolo fu costituita la flotta dei Karabisianoi (Καραβισιάνοι, "gli uomini delle Navi"). La data esatta della costituzione di questo tema marittimo è ignota, ma alcuni studiosi hanno congetturato che fu costituita intorno al 650/660, in risposta alla disfatta bizantina nella battaglia di Phoenix, oppure in seguito al primo assedio arabo di Costantinopoli nel 672–678. Le sue origini sono altrettanto ignote: probabilmente fu costituita dai resti della vecchia quaestura exercitus oppure dall'esercito dell'Illyricum. Era condotta da uno stratēgos (stratēgos tōn karabōn/karabisianōn, "generale delle navi/gente di mare"), e comprendeva la costa meridionale dell'Asia Minore da Mileto fino alla frontiera con il Califfato presso Seleucia in Cilicia, le isole dell'Egeo e i possedimenti imperiali nella Grecia meridionale. I suoi quartieri generali probabilmente erano inizialmente a Samos, con un comando subordinato sotto un droungarios nei pressi di Cibyrrha in Panfilia. Come suggerisce il suo nome, comprendeva la maggior parte della marina permanente dell'Impero, e aveva la funzione di contrastare la principale minaccia marittima dell'Impero, le flotte arabe dell'Egitto e della Siria.
I Karabisianoi, tuttavia, si provarono inadeguati e furono sostituiti all'inizio dell'VIII secolo da un sistema più complesso composto da tre elementi, che rimase pressoché inalterato, salvo cambiamenti minori, fino all'XI secolo: una flotta imperiale centrale con sede Costantinopoli, un piccolo numero di grandi flotte regionali, che potevano essere o themata marittimi o comandi indipendenti definiti "drungariati", e un più grande numero di squadroni locali con funzioni prettamente difensive e di pattuglia e subordinati ai governatori provinciali locali. A differenza della marina romana ai suoi inizi, in cui le flotte provinciali erano decisamente inferiori in effettivi e disponevano solo di vascelli più leggeri rispetto alle flotte centrali, le flotte regionali bizantine costituivano probabilmente da sole formazioni formidabili.
La marina della capitale rivestì un ruolo decisivo nel respingimento degli assedi arabi di Costantinopoli, ma non è nota l'esatta data dell'istituzione della flotta imperiale (βασιλικόν πλόιμον, basilikon ploïmon) come comando separato. Lo studioso irlandese John Bagnell Bury, seguito dal bizantinista francese Rodolphe Guilland, considerò "non improbabile" l'ipotesi che la flotta imperiale esistesse già nel VII secolo come comando subordinato sotto il comando dello stratēgos tōn karabisianōn. Il suo comandante, il droungarios tou ploïmou, è attestato per la prima volta nel Taktikon Uspenskij dell'842/843, e, poiché vi sono scarse testimonianze di grandi flotte con sede Costantinopoli nel corso dell'VIII secolo, Hélène Ahrweiler data la sua creazione agli inizi del IX secolo. Da quel punto in poi, la flotta imperiale avrebbe formato la principale riserva centrale oltre al nerbo della flotta in diverse spedizioni.
Il primo e, per un lungo periodo, l'unico tema marittimo (θέμα ναυτικόν, thema nautikon) fu il Tema dei Cibirreoti (θέμα Κιβυρραιωτῶν, thema Kibyrrhaiotōn). Fu creato dalla flotta dei Karabisianoi, e gli fu assegnata l'amministrazione e la difesa delle coste meridionali dell'Asia Minore. La data esatta della sua creazione non è chiara, con alcuni studiosi che propongono il 719 circa e altri che propendono per il 727 circa. Il suo stratēgos, attestato per la prima volta nel 734, aveva sede ad Attaleia. I suoi luogotenenti principali erano il katepanō dei Mardaiti, un ek prosōpou (rappresentante) a Syllaeum e i droungarioi di Attaleia e Kos. Essendo quella collocata più vicino al Levante musulmano, rimase la flotta principale dell'Impero per secoli, fino a quando non venne ridotta in seguito al declino della minaccia navale araba. La flotta è attestata per l'ultima volta nel 1043, e successivamente il thema divenne una provincia prettamente civile.
Oltre ai Cibirreoti furono costituiti due comandi navi indipendenti nell'Egeo, ognuno condotto da droungarios: il Aigaion Pelagos ("Mar Egeo"), comprendente la metà settentrionale dell'Egeo e i Dardanelli e il Mar di Marmara, e il comando variamente definito Dodekanesos ("Dodici Isole") e Kolpos ("Golfo"), che aveva sede a Samos e comprendeva l'Egeo meridionale comprese le Cicladi. A differenza degli altri droungarioi che erano subordinati, queste due circoscrizioni erano completamente indipendenti, e i loro droungarioi esercitavano autorità sia civile che militare nelle zone di loro competenza. A un certo punto furono promosse a temi marittimi, il Thema del Mar Egeo (θέμα τοῦ Αἰγαίου Πελάγους, thema tou Aigaiou Pelagous) intorno all'843, mentre le parti orientali del drungariato di Dodekanesos/Kolpos formò il Thema di Samos (θέμα Σάμου, thema Samou) nel tardo IX secolo. Comprendeva la costa ionica, e il suo capoluogo era Smirne.
Alcuni themata "di terra" avevano a disposizione anch'essi dei notevoli squadroni, usualmente sotto il comando di tourmarchēs (tourmarchai tōn ploimatōn secondo il Taktikon Uspenskij). Essi svolgevano un ruolo intermedio tra le immense flotte tematiche e la flotta centrale Imperiale: si trattava di squadroni permanenti con ciurme professionali (taxatoi), mantenute con le risorse del tesoro imperiale e non della provincia dove erano stazionate, ma subordinate agli stratēgos locali tematici e incaricati principalmente di compiti di difesa locale e di pattuglia. Essi erano:
- Il Thema dell'Hellas (θέμα Ἑλλάδος, thema Hellados), fondato intorno al 686–689 da Giustiniano II, comprendeva i possedimenti imperiali in Grecia meridionale con capoluogo Corinto. Giustiniano insediò qui 6 500 Mardaiti, che fornivano rematori e guarnigioni.[226] Anche se non era un tema esclusivamente navale, manteneva una propria flotta. Fu suddiviso nell'809 nel Thema del Peloponneso e nel nuovo Thema di Hellas, comprendente la Grecia Centrale e la Tessaglia, anch'essi disponenti di flotte più piccole.[214][227]
- Il Thema di Sicilia (θέμα Σικελίας, thema Sikelias) comprendeva la Sicilia e la Calabria. Un tempo il bastione della forza navale bizantina in Occidente, a partire dal tardo IX secolo era grandemente declinato, e scomparve dopo la perdita definitiva di Taormina nel 902.[95] Tourmarchai distinti sono attesta sia per la Sicilia vera e propria che per la Calabria.[228]
- Il Thema di Cephallenia (θέμα Κεφαλληνίας, thema Kephallēnias), controllante le Isole ioniche, fu fondato nella seconda metà dell'VIII secolo, per proteggere i contatti imperiali con l'Italia e difendere le isole ioniche dai saccheggi arabi. I nuovi possedimenti imperiali in Puglia vennero aggiunti a questo tema intorno all'870, ma andarono a formare un thema separato (quello di Longobardia) nel 910 circa.[229]
- Il Thema di Paphlagonia (θέμα Παφλαγονίας, thema Paphlagonias) e il Thema di Chaldia (θέμα Χαλδίας, thema Chaldias) vennero formati dalla suddivisione del thema Armeniakon intorno all'819 per volere dell'Imperatore Leone V e disponevano di una flotta, probabilmente per difendersi dagli attacchi dei Rus'.[230]

Regioni isolate di particolare importanza per il controllo dei mari erano affidate a ufficiali noti come archon, che in alcuni casi potrebbero aver comandato distaccamenti della Flotta Imperiale. Tali archontes avevano sede a Chios, a Malta, nel Golfo di Eubea, e probabilmente in Vagenetia e in "Bulgaria" (la cui area di controllo è identificata da Ahrweiler con le foci del Danubio). Questi svanirono alla fine del IX secolo, o soccombendo ad attacchi arabi o venendo riformati o incorporati nei temi.

#### Dimensioni ed effettivi
Proprio come la sua controparte terrestre, le esatte dimensioni della marina bizantina e delle sue unità è materia di considerevole dibattito tra gli studiosi, a causa della carenza e della natura ambigua delle fonti primarie. Un'eccezione è rappresentata dalle cifre per l'esercito del tardo IX-inizi X secolo, per le quali possediamo fonti più dettagliate, relative alla spedizione cretese del 911. Queste liste svelano che durante il regno di Leone VI il Saggio, la marina comprendeva 34 200 rematori e all'incirca 8 000 soldati di marina. La flotta imperiale centrale comprendeva invece all'incirca 19 600 rematori e 4 000 soldati di marina sotto il comando del droungarios del basilikon plōimon. Questi ultimi erano soldati di professione, reclutati per la prima volta come unità da Basilio I intorno all'870. Furono una grande risorsa per la flotta imperiale, che fino a quel momento usava come soldati di marina truppe dei themata e dei tagmata, mentre i nuovi corpi erano più affidabili, meglio addestrati e immediatamente a disposizione dell'Imperatore. L'alto rango di questi soldati di marina è provato dal fatto che erano considerati appartenenti ai tagmata imperiali, ed erano organizzati in modo similare. La flotta tematica egea annoverava 2 610 rematori e 400 soldati di marina, la flotta dei Cibirreoti contava 5 710 rematori e 1 000 soldati di marina, la flotta di Samos comprendeva 3 980 rematori e 600 soldati di marina, e, infine, il Thema di Hellas forniva 2 300 rematori e diversi soldati di marina (una parte dei suoi 2 000 soldati tematici serviva anche come soldato di marina).
La tabella di seguito contiene stime, ad opera di Warren T. Treadgold, sul numero di rematori nel corso dell'intera storia della marina bizantina:
| Anno     | 300    | 457    | 518    | 540    | 775    | 842    | 959    | 1025   | 1321  |
| -------- | ------ | ------ | ------ | ------ | ------ | ------ | ------ | ------ | ----- |
| Rematori | 32 000 | 32 000 | 30 000 | 30 000 | 18 500 | 14 600 | 34 200 | 34 200 | 3 080 |

Contrariamente alla percezione popolare, gli schiavi nelle galee non erano utilizzati come rematori, né dai Bizantini o dagli Arabi, né dai loro predecessori romani e greci. Nel corso dell'intera storia dell'Impero, le ciurme imperiali erano costituite per lo più da uomini liberi delle classi inferiori, che erano soldati di professione, legalmente obbligati al servizio militare (strateia) e retribuiti in denaro o in terre da coltivare. Nella prima metà del X secolo, quest'ultima fu calcolata ammontare al valore di 2-3 libbre d'oro per i marinai e soldati di marina. Nel corso della sua storia, la marina bizantina fece anche uso di prigionieri di guerra e stranieri. Oltre ai Mardaiti, che formavano una parte significativa degli equipaggi delle flotte, un gruppo enigmatico noto come i Toulmatzoi (probabilmente Dalmati) viene citato nei resoconti delle spedizioni cretesi, oltre a molti Rus', a cui fu garantito il diritto di servire nelle forze armate bizantine sulla base di una serie di trattati risalenti al X secolo.
Il De Ceremoniis di Costantino Porfirogenito contiene gli elenchi della flotta relativi alle spedizioni contro Creta del 911 e del 949. Essi hanno generato un considerevole dibattito tra gli studiosi in quanto i dati riportati si prestano a interpretazioni non univoche: a seconda dell'interpretazione dell'originale greco, il numero di navi dell'intera flotta imperiale nel 949 può essere letto come 100, 150 o 250. Anche il significato preciso del termine ousia (ούσία) si presta ad interpretazioni diverse: si ritiene tradizionalmente che sia stato un reparto aggiuntivo standard di 108 uomini, e che una singola nave ne potesse contenere più di uno; nel contesto del De Ceremoniis, tuttavia, può anche essere letto semplicemente come "unità" o "nave". La cifra di 150 navi sembra quella più compatibile con le cifre fornite da altre fonti, ed è accettata dalla maggior parte degli studiosi, anche se essi dissentono sulla composizione della flotta. Secondo l'interpretazione di Makrypoulias, la flotta era composta da 8 pamphyloi, 100 ousiakoi e 42 dromōnes, quest'ultima cifra comprendente i due vascelli imperiali e le dieci navi dello squadrone Stenon. Per quanto riguarda le dimensioni totali della marina bizantina in questo periodo, Warren Treadgold estrapola un totale, comprendente i temi navali, di circa 240 navi da guerra, un numero aumentato a 307 all'epoca della spedizione cretese del 960–961. Secondo Treadgold, quest'ultima cifra probabilmente rappresenta la forza totale approssimata dell'intera flotta bizantina (comprese le flottiglie più piccole) nel corso del IX e del X secolo. Tuttavia un calo significativo del numero di navi e di effettivi nelle flotte tematiche è attestato tra il 911 e il 949. Questo calo, che ridusse la dimensione delle flotte tematiche da un terzo a un quarto dell'intera marina, era dovuto in parte all'utilizzo sempre più frequente dei più leggeri ousiakos a scapito dei più pesanti dromōn e in parte alle difficoltà finanziarie e di reclutamento. È inoltre indice di un trend generale che avrebbe portato alla completa scomparsa delle flotte provinciali a partire dal tardo XI secolo.

#### Struttura dei gradi

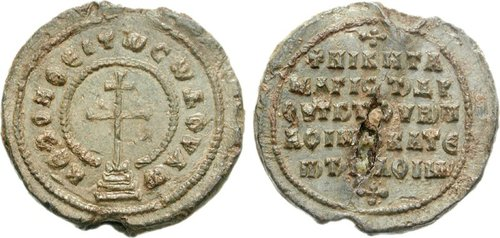
Sigillo di Niceta, magistros, droungarios e katepanō del basilikon ploïmon (fine IX secolo)

Sebbene i temi navali fossero organizzati allo stesso modo delle loro controparti terrestri, vi è qualche confusione nelle fonti bizantine per quanto riguarda l'esatta struttura dei gradi. Il termine usuale per indicare l'ammiraglio era quello di stratēgos, lo stesso termine utilizzato per i generali che governavano i themata terrestri. Sotto lo stratēgos vi erano due o tre tourmarchai ("Viceammiragli"), alle cui dipendenze vi erano un certo numero di droungarioi ("sottoammiragli"). Fino alla metà del IX secolo, i governatori dei temi dell'Egeo e di Samos sono attestati come droungarioi, poiché i loro comandi erano sorti dalla scissione dell'originaria flotta dei Karabisianoi, ma vennero successivamente promossi al grado di stratēgos. Poiché gli ammiragli erano anche i governatori dei loro temi, erano assistiti da un prōtonotarios ("capo segretario/notaio/scriba") a cui spettava l'amministrazione civile del tema. Ulteriori ufficiali facenti parte dello stato maggiore erano il chartoularios responsabile dell'amministrazione della flotta, il prōtomandatōr ("capo messaggero"), posto al comando dello stato maggiore, e diversi komētes ("conti", sing. komēs), tra cui un komēs tēs hetaireias, posto al comando delle guardie del corpo (hetaireia) dell'ammiraglio.
La flotta imperiale costituiva un caso a parte, in quanto non era legata all'amministrazione tematica, ma era considerata uno dei tagmata, le forze di riserva centrali professionali. Di conseguenza, il comandante della flotta imperiale rimase noto come droungarios tou basilikou ploïmou (successivamente con il prefisso megas, "grande"). In origine un ufficiale minore, scalò rapidamente la gerarchia: entro l'899 era collocato immediatamente prima o dopo i logothetēs tou dromou e davanti a diversi ufficiali maggiori civili e militari. È da notare peraltro che non era classificato insieme agli altri comandanti militari dei temi o dei tagmata, ma era inserito nella classe speciale di ufficiali militari, gli stratarchai, dove era secondo per importanza dopo solo l'eteriarca (hetaireiarchēs), il comandante della guardia del corpo imperiale. Il suo titolo è ancora attestato in epoca comnena, anche se come comandante dello squadrone di scorta imperiale, e sopravvisse fino in epoca paleologa, venendo menzionato nella fonte del IX secolo, il Libro delle cariche dello Pseudo-Codino. La carica di deputato nota come topotērētēs è attestata esistere anche nella flotta imperiale, ma il suo ruolo risulta poco chiaro dalle fonti. Potrebbe essere stato una carica simile a quella di Ammiraglio di porto. Anche se diversi di questi ufficiali di elevato grado erano uomini di mare di professione, essendo emersi partendo dai gradi più bassi, la maggior parte dei comandanti della flotta erano alti ufficiali di corte, che potrebbero aver contato sui loro subordinati professionali più esperti per utili consigli in caso di difficoltà.
Nei livelli inferiori di organizzazione vi era un'uniformità maggiore: squadroni di tre o cinque navi erano sotto il comando di un komēs o droungarokomēs, e il capitano di ogni nave era chiamato kentarchos ("centurione"), sebbene le fonti letterarie facessero uso di termini più arcaici come nauarchos o finanche triērarchos. L'equipaggio di ogni nave, a seconda delle sue dimensioni, era composto da un numero di ousiai che variava da uno a tre. Sotto il comando del capitano, vi erano il bandophoros ("portatore della bandiera"), che agiva come ufficiale esecutivo, due timonieri chiamati prōtokaraboi, a volte anche definiti arcaicamente kybernētes, e un ufficiale di prua, il prōreus. I prōtokaraboi erano timonieri, responsabili dei remi dello sterzo a poppa, nonché dei rematori sull'altro lato della nave. Il maggiore dei due era il "primo prōtokarabos (prōtos prōtokarabos). In termini concreti, ogni nave avrebbe compreso alcuni uomini di ogni tipo, che lavoravano a turni. La maggior parte di questi emersero partendo dalle cariche più umili, e vi sono riferimenti nel De Administrando Imperio a rematori (prōtelatai) che scalarono le gerarchie al punto di diventare prōtokaraboi nelle chiatte imperiali, per poi assumere cariche ancora più prestigiose, come dimostra il caso di Romano Lecapeno, che da rematore divenne imperatore. Vi erano anche diversi specialisti a bordo, oltre a due rematori a prua e ai siphōnatores, che utilizzavano i sifoni adoperati per gettare il fuoco greco sulle navi nemiche. Le fonti attestano anche la presenza di un boukinatōr ("trombettiere"), il quale riferiva gli ordini ai rematori (kōpēlatai o elatai). Dato che la fanteria di marina era organizzata allo stesso modo delle unità dell'esercito regolare, i loro gradi coincidevano con quelli dell'esercito.

### Periodo tardobizantino (1080–1453)

#### Riforme dei Comneni
In seguito al declino progressivo della marina avvenuto nel corso dell'XI secolo, l'Imperatore Alessio I tentò di risollevarne le sorti con diverse misure. Essendo le flotte tematiche ormai dissolte, i loro resti furono amalgamati in una flotta imperiale unificata, sotto il comando supremo del megas doux, una carica di nuova creazione. Il primo individuo noto che ricevette questa importante carica fu il cognato di Alessio, Giovanni Ducas, intorno al 1092. Il megas droungarios della flotta, un tempo il comandante navale supremo, gli divenne subordinato, agendo ora come suo principale vice. Il megas doux era inoltre anche il governatore supremo della Grecia meridionale, comprendente i vecchi themata di Hellas e del Peloponneso, che vennero suddivisi in distretti (oria) che svolgevano il compito di rifornire la flotta. Sotto il regno di Giovanni II, anche le isole dell'Egeo furono gravate dalla responsabilità di provvedere al mantenimento, reclutamento e approvvigionamento delle navi da guerra, e fonti coeve riferiscono con orgoglio il fatto che le grandi flotte del regno di Manuele erano costituite per lo più da equipaggi di "nativi Romani", sebbene continuassero ad essere arruolati nella marina, sia pure in misura minore, mercenari e squadroni alleati. Tuttavia, il fatto che la flotta avesse ora sede esclusivamente a Costantinopoli, anche perché le flotte provinciali non erano state ricostituite, ebbe i suoi svantaggi, come ad esempio il fatto che le regioni periferiche, in particolare la Grecia, rimasero esposte agli attacchi nemici.

#### Marina di Nicea
Con il declino della flotta bizantina nella seconda metà del XII secolo, l'Impero dovette contare su misura sempre maggiore sulle flotte di Venezia e Genova. In seguito al sacco del 1204, tuttavia, le fonti suggeriscono la presenza di una flotta relativamente forte già durante il regno del primo imperatore niceno, Teodoro I Laskaris, sebbene non disponiamo di specifici dettagli su ciò. Sotto Giovanni III e Teodoro II (1254–1258), la marina ebbe due principali zone di operazioni strategiche: l'Egeo, dove fu impegnata in operazioni contro le isole greche (principalmente Rodi) ma anche nel trasporto e nel rifornimento degli eserciti impegnati a combattere nei Balcani, e il Mar di Marmara, con lo scopo di impedire ai Latini di condurre operazioni navali e minacciare Costantinopoli. Smirne costituì il cantiere principale e la principale base della flotta impegnata nell'Egeo, con una base secondaria a Stadeia, mentre la base principale per quanto riguarda le operazioni nel Mar di Marmara era Holkos, nei pressi di Lampsakos nella penisola di Gallipoli.

#### Flotta paleologa
Malgrado i loro sforzi, gli imperatori niceni non furono in grado di contrastare con successo l'egemonia veneziana sui mari, e furono conseguentemente costretti a rivolgersi ai Genovesi per ottenere assistenza. Dopo aver riconquistato Costantinopoli nel 1261, tuttavia, Michele VIII tentò di ridurre la dipendenza dai Genovesi ricostituendo una marina "nazionale" tramite la formazione di diverse nuove unità: i Gasmouloi (Γασμοῦλοι), costituite da uomini di discendenza mista greco-latina residenti nei dintorni della capitale; e coloni provenienti dalla Laconia, denominati Lakōnes (Λάκωνες, "Laconi") o Tzakōnes (Τζάκωνες), utilizzati come soldati di marina, costituendo il grosso degli effettivi navali bizantini nel ventennio 1260-1280. Michele inoltre formò unità separate di rematori, denominate Prosalentai (Προσαλενταί) o Prosēlontes (Προσελῶντες). Tutti questi corpi vennero remunerati in piccoli lotti di terre da coltivare in cambio dei loro servigi, e vennero insediati insieme in piccole colonie. I Prosalentai vennero insediati nelle coste dell'Egeo settentrionale, mentre i Gasmouloi e i Tzakōnes vennero insediati principalmente nei pressi di Costantinopoli e in Tracia. Questi corpi erano ancora esistenti, seppur in forma sempre più ridotta, negli ultimi secoli dell'Impero (l'ultima menzione dei Prosalentai si ha nel 1361, mentre i Gasmouloi sono attestati fino al 1422); i Gasmouloi di Gallipoli formarono il grosso degli equipaggi delle prime flotte ottomane. Nel corso del periodo paleologo, la base principale della flotta era il porto di Kontoskalion sulla costa del Marmara di Costantinopoli, dragata e rifortificata da Michele VIII. Tra i centri provinciali navali, probabilmente il più importante era Monemvasia nel Peloponneso.
Al contempo, Michele e i suoi successori perpetuarono la consolidata pratica di arruolare nella flotta mercenari stranieri, i quali venivano retribuiti ricevendo feudi. La maggior parte di questi mercenari, come Giovanni De lo Cavo (signore di Anafi e di Rodi), Andrea Morisco (successore di de lo Cavo a Rodi) e Benedetto Zaccaria (signore di Chio e di Focea), erano genovesi, l'alleato principale dei Bizantini in questo periodo. Sotto Michele VIII, per la prima volta uno straniero, il corsaro italiano Licario, ricevette la prestigiosa carica di megas doux e fu ricompensato con l'assegnazione del feudo di Eubea. Nel 1303, un'altra carica di alto prestigio, quella di amēralēs (ἀμηράλης o ἀμηραλῆς) fu introdotta. Il termine era già entrato nell'uso bizantino mediante i contatti con il Regno di Napoli e con altre nazioni occidentali, ma era di uso non comune; fu introdotto nella gerarchia militare dell'Impero, venendo dopo il megas doux e il megas droungarios, con l'arrivo dei mercenari della Compagnia catalana. Solo due detentori della carica sono noti dalle fonti, Ferran d'Aunés e Andrea Morisco, entrambi attestati nel biennio 1303–1305, anche se la carica continuò a essere menzionata in numerose liste di cariche anche molto tempo dopo. Secondo il Libro degli Offici di metà XIV secolo, i subordinati del megas doux erano i megas droungarios tou stolou, gli amēralios, i prōtokomēs, i droungarioi subordinati e i komētes subordinati. Pseudo-Kodinos attesta inoltre che, mentre le altre navi da guerra sventolavano "l'usuale bandiera imperiale" (βασιλικὸν φλάμουλον, basilikon phlamoulon), il megas doux sventolava un'immagine dell'imperatore a cavallo come suo vessillo distintivo.

## Navi

### Dromoni e derivati
Il tipo di nave da guerra principale della marina bizantina fino al XII secolo fu il dromone (δρόμων). Apparentemente un'evoluzione delle leggere galee liburne delle flotte imperiali romane, il termine compare per la prima volta nel tardo V secolo, e cominciò ad essere comunemente utilizzato per indicare uno specifico tipo di galea da guerra a partire dal VI secolo. Il termine dromōn stesso deriva dalla radice greca δρομ-(άω), "correre", riferendosi alla loro velocità maggiore rispetto alle altre navi, come attestato esplicitamente da autori del VI secolo come Procopio di Cesarea. Nel corso dei secoli successivi, con l'intensificarsi degli scontri navali contro gli Arabi, furono sviluppati tipi di dromoni più pesanti con due o probabilmente persino con tre file di remi. Alla fine, il termine finì con l'assumere il significato generico di "navi da guerra", al punto che cominciarono ad essere chiamati dromoni anche un altro tipo di nave grande da guerra bizantina, il chelandion (χελάνδιον, dal greco kelēs, "corsiero"), attestato per la prima volta nell'VIII secolo.

#### Evoluzione e caratteristiche
La storia della creazione e dell'evoluzione delle navi da guerra medievali è una questione oggetto di dibattito e di congetture: fino a recentemente, non erano stati rinvenuti resti di navi da guerra antiche o altomedievali, e le informazioni dovevano essere reperite tramite l'analisi delle fonti letterarie, dei dipinti e dei resti di alcuni vascelli mercantili. Solo nel 2005–2006 scavi archeologici relativi al progetto Marmaray nei pressi del Porto di Teodosio (odierna Yenikapı) rinvennero i resti di oltre 36 navi bizantine risalenti al VI-X secolo, tra cui quattro navi da guerra leggere di tipo galea.
La teoria maggiormente accettata nel mondo accademico è che i principali sviluppi che differenziarono i primi dromoni dalle liburne, e che da quel punto in poi avrebbero caratterizzato le galee mediterranee, furono l'adozione di un completo ponte (katastrōma), l'abbandono dei rostri a prua a favore di uno sperone sopra l'acqua, e l'introduzione graduale di vele latine. Le ragioni esatte dell'abbandono del rostro (rostrum in latino, ἔμβολος in greco) non sono chiare. Raffigurazioni di becchi rivolti verso l'alto nel manoscritto del IV secolo Virgilio Vaticano potrebbero essere una prova di una possibile sostituzione del rostro con uno sperone già nelle galee tardo-romane. Probabilmente le ragioni del cambiamento sono da individuarsi nella graduale evoluzione dell'antico metodo di costruzione dello scafo con mortasa e tenone, contro i quali i rostri erano stati progettati, nel nuovo tipo di costruzione delle navi, con uno scafo più resistente e più flessibile, meno vulnerabile agli attacchi con i rostri. Certamente a partire dagli inizi del VII secolo, la funzione originaria dei rostri era caduta nell'oblio, a giudicare dagli scritti di Isidoro di Siviglia, secondo cui essi erano utilizzati per proteggere le navi dalle possibili collisioni con rocce sott'acqua. In quanto alle vele latine, diversi autori hanno sostenuto in passato che ebbero origine in India e furono introdotte nel Mediterraneo dagli Arabi. Tuttavia, il rinvenimento di nuove raffigurazioni e di nuovi riferimenti letterari nei decenni recenti ha spinto gli studiosi ad antedatare la comparsa della vela latina nel Levante al tardo periodo ellenistico o al primo periodo romano. Non solo la versione triangolare, ma anche quella quadrilatera era nota, utilizzata per secoli (per lo più su piccole imbarcazioni) in parallelo con le vele quadre. Sembra che già nella spedizione contro i Vandali di Belisario del 533 la flotta bizantina facesse uso almeno in parte di vele latine, per cui, probabilmente, già a quell'epoca la vela latina era diventata quella standard per i dromoni, mentre quella tradizionale quadrata cadde gradualmente in disuso nel corso del medioevo.
I dromoni descritti da Procopio erano navi a una singola fila di circa 50 remi, con 25 remi per lato. A differenza dei vascelli ellenistici, che facevano uso di un buttafuori, questi si estendevano direttamente dallo scafo. Nei tardi dromoni bireme del IX e del X secolo, le due file di remi (elasiai) erano divise dal ponte, con la prima fila di remi disposta sotto il ponte, mentre la seconda fila di remi era collocata sopra il ponte; da questi rematori si richiedeva il combattere insieme ai soldati di marina nel corso di operazioni di abbordaggio. Makrypoulias propone una stima di 25 rematori sotto il ponte e 35 sul ponte su ognuno dei lati per un dromone di 120 rematori. La lunghezza totale di queste navi era probabilmente all'incirca di 32 metri. Anche se la maggior parte dei vascelli dell'epoca aveva un singolo albero (histos o katartion), i dromoni bireme più larghi probabilmente necessitavano di almeno due alberi in modo da poter manovrare efficacemente la nave, assumendo che una singola vela latina per una nave di tali dimensioni avrebbe raggiunto dimensioni ingestibili. La nave era guidata per mezzo di due timoni a poppa (prymnē), che ospitava anche una tenda (skēnē) che copriva la cuccetta del capitano (krab(b)at(t)os). La prua (prōra) disponeva di un'elevata pseudopation, sotto la quale si trovava il sifone per mezzo del quale veniva lanciato il fuoco greco sulle navi nemiche, anche se sifoni secondari potevano essere disposti anche al centro dell'imbarcazione su ognuno dei lati. Un kastellōma, sul quale i soldati della marina potevano appendere i propri scudi, si trovava sui lati della nave, fornendo protezione all'equipaggio sul ponte. Navi più grandi potevano anche disporre di castelli di legno (xylokastra) su ognuno dei lati in mezzo agli alberi, simili a quelli attestati per le liburne romane, fornendo agli arcieri piattaforme elevate da cui poter scagliare frecce. Lo sperone di prua (peronion) fu progettato per essere condotto contro i remi della nave nemica, per romperli e renderli inservibili contro il lancio di proietti e azioni di abbordaggio.
Le quattro navi galeai rinvenute nel corso degli scavi di Yenikapı, datate al X-XI secolo, sono uniformi nel design e nella costruzione, suggerendo un processo di manifattura centralizzato. Hanno una lunghezza di circa 30 m e sono fatti di pino nero e platano orientale.

#### Tipi di nave

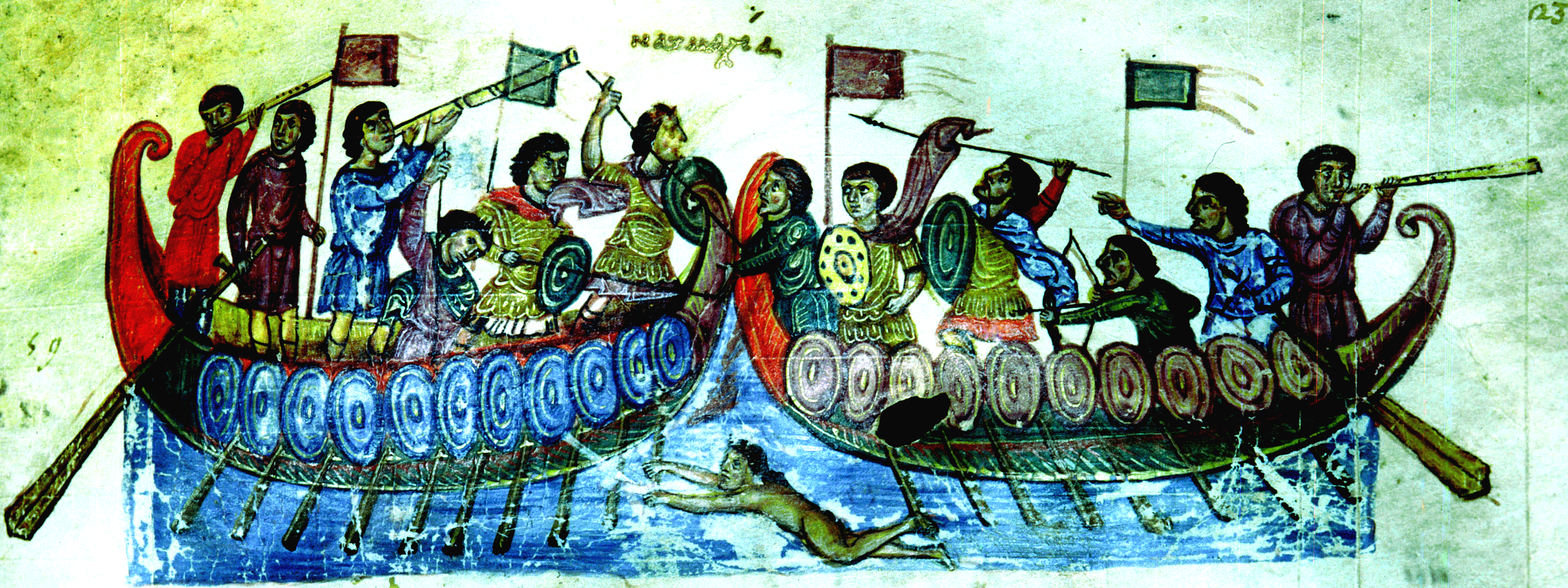
Raffigurazione di una battaglia marina, da una copia del XIII secolo della Cynegetica di Oppiano.

A partire dal X secolo, vi erano tre classi principali di navi da guerra biremi (due file di remi) di tipo dromone, come riportato negli inventari per le spedizioni cretesi del 911 e del 949: il [chelandion] ousiakon ([χελάνδιον] οὑσιακόν), così definito in quanto presidiata da un ousia da 108; il [chelandion] pamphylon ([χελάνδιον] πάμφυλον), che poteva accogliere equipaggi da 120–160 persone, il cui nome potrebbe suggerire un'origine dalla regione della Pamfilia come nave di trasporto; e il dromōn vero e proprio, comprendente due ousiai. Nel De Ceremoniis, viene riferito che il dromōn potesse accogliere fino a 230 rematori e 70 soldati di marina; lo storico navale John H. Pryor li considera equipaggi soprannumerari trasportati a bordo, mentre lo studioso greco Christos Makrypoulias sostiene che gli uomini in più corrispondano a un secondo rematore su ognuno dei remi. Una nave più piccola e a una singola fila di remi, il monērēs (μονήρης, "a una singola fila") o galea (γαλέα), con equipaggi di circa 60 uomini, veniva utilizzata per missioni di esplorazione ma anche nelle ali dello schieramento di battaglia. Le fonti tendono ad associare fortemente la galea con i Mardaiti, portando Christos Makrypoulias a concludere che questo tipo di nave fosse usata esclusivamente da essi. Dromoni a tre file di remi ("triremi") sono descritti in un'opera del IX secolo dedicata al parakoimōmenos Basilio Lecapeno. Tuttavia questo trattato, sopravvissuto solo in frammenti, si basa pesantemente su fonti molto anteriori che descrivevano la costruzione di un trireme classico, per cui va utilizzata con cautela perché potrebbe descrivere più le navi da guerra in età classica che non nel periodo mediobizantino. L'esistenza di vascelli triremi è, tuttavia, attestata nella marina fatimide nell'XI e nel XII secolo, mentre l'opera di Leone VI del X secolo menziona navi arabe di grande stazza che non è da escludere fossero galee triremi.
Per il trasporto delle merci, i Bizantini utilizzavano in genere le navi mercantili ordinarie come navi da trasporto (phortēgoi) o navi di rifornimento (skeuophora). Queste sembrano essere state per lo più navi a vela, piuttosto che a remi. I Bizantini e gli Arabi impiegavano inoltre navi per il trasporto dei cavalli (hippagōga), che potevano essere sia navi a vela che galee, con l'ultima certamente adattata al trasporto dei cavalli. Dato che la chelandia sembra essere stata originariamente progettata come nave a remi preposta al trasporto dei cavalli, ciò potrebbe implicare differenze nella costruzione tra il chelandion e il dromōn vero e proprio, termini che sono spesso utilizzati indiscriminatamente nelle fonti letterarie. Mentre il dromōn era unicamente una galea da guerra, il chelandion dovrebbe aver avuto uno speciale compartimento destinato all'alloggio dei cavalli, incrementando la sua larghezza e la profondità della stiva. Inoltre, le fonti bizantine fanno riferimenti a sandalos o sandalion (σάνδαλος, σανδάλιον), un'imbarcazione trasportata dalle navi più grandi. Il tipo descritto nel De Ceremoniis aveva un solo albero, quattro remi e un timone.

### Navi di tipo occidentale degli ultimi secoli

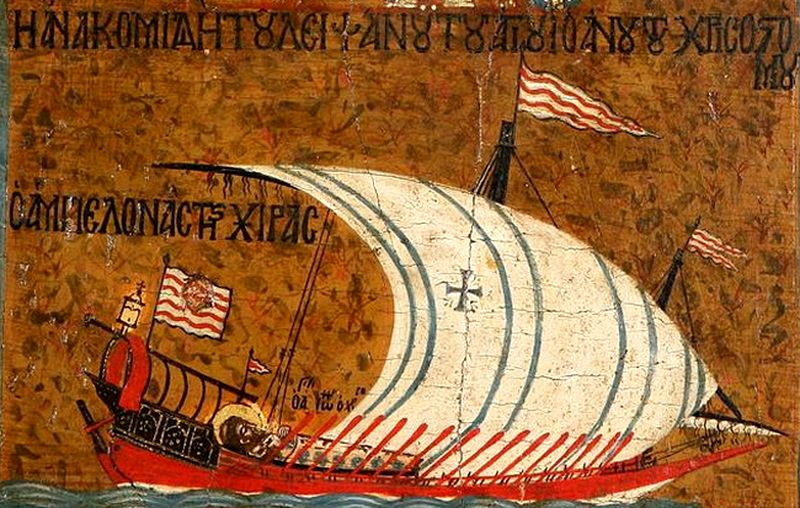
Raffigurazione risalente al XIV secolo di una galea leggera, tratta da un'icona esposta al Museo bizantino e cristiano di Atene.

Il periodo in cui il dromone fu rimpiazzato da galee di origini italiane è incerto. Il termine continuò ad essere in uso fino alla fine del XII secolo, anche se va tenuto in considerazione il fatto che gli scrittori bizantini ne facevano un uso indiscriminato. Gli scrittori occidentali dell'epoca usavano il termine per indicare grandi navi, in genere di trasporto, e vi sono prove a sostegno della tesi che questo uso si era diffuso anche presso i Bizantini stessi. La descrizione della flotta bizantina ad opera di Guglielmo di Tiro, risalente al 1169, in cui i "dromoni" sono definiti come navi di trasporto di grossa stazza e non come navi da guerra biremi, potrebbe quindi indicare effettivamente l'adozione di nuovi tipi di galee biremi ad opera dei Bizantini. Dal XIII secolo in poi, il termine "dromone" cadde in graduale disuso e fu sostituito da katergon (κάτεργον), un termine di fine XI secolo che in origine indicava gli equipaggi reclutati tra la popolazione obbligata al servizio militare. Nell'ultimo periodo dell'Impero bizantino, le navi bizantine si basavano su modelli occidentali: il termine katergon è usato indiscriminatamente sia per navi bizantine che per quelle latine, e i chelandion, navi di trasporto di cavalli, furono sostituiti dalle occidentali taride (dall'arabo ṭarrīda, adattato in tareta, ταρέτα, in Greco). Un processo similare può riscontrarsi nelle fonti superstiti provenienti dalla Sicilia angioina, dove il termine chelandre fu sostituito da taride, anche se per diverso tempo ancora entrambi i termini continuarono ad essere adoperati. Non sono menzionate differenze nella costruzione tra questi due tipi: entrambi i termini denotavano vascelli trasportanti cavalli (usserii) con una capienza di 20-40 cavalli.
Le galee biremi di stile italiano rimasero il cardine delle flotte del Mediterraneo fino alla fine del XIII secolo, anche se, ancora una volta, le descrizioni coeve forniscono ben pochi dettagli relativi alla loro costruzione. Da quel punto in poi, le galee diventarono praticamente tutte triremi, adottando il cosiddetto sistema alla sensile. Anche i Veneziani svilupparono la cosiddetta "galea grossa", un tipo di galea di grande stazza in grado di trasportare più carico per il commercio.
Poco è noto su particolari navi bizantine in questo periodo. I resoconti del viaggio per mare del 1437 compiuto dalla delegazione bizantina al Concilio di Firenze, ad opera dell'ecclesiastico bizantino Silvestro Syropoulos e dal capitano Greco-Veneziano Michele da Rodi, menzionano che la maggior parte delle navi erano Veneziane o Papali, ma menzionano anche che l'Imperatore Giovanni VIII viaggiò su una "nave imperiale". Non è ben chiaro se quella nave fosse bizantina o fosse stata ingaggiata e la sua tipologia non è menzionata. Viene però descritta come più veloce delle galee mercantili veneziane di grande stazza che la accompagnavano, indicando probabilmente che era una galea da guerra leggera. Michele da Rodi, inoltre, scrisse un trattato sulla costruzione delle navi, che spiegava come costruire i principali vascelli, sia  galee. che  navi a vela., impiegate da Venezia e dagli altri stati marittimi della regione nella prima metà del XV secolo.

## Tattiche e armi
I Bizantini si presero cura di codificare, preservare e tramandare alle generazioni future strategie di guerra per terra e per mare derivanti dalle esperienze passate, tramite i manuali militari. Malgrado la loro terminologia in genere antiquaria, questi testi formano la base della nostra conoscenza sulla marina bizantina. I principali testi superstiti sono i capitoli sul combattimento marittimo (peri naumachias) del Tactica di Leone VI il Saggio e di Niceforo Urano (entrambe le opere prendono spunto dall'opera del VI secolo Naumachiai di Syrianos Magistros e su altre opere ancora anteriori), a cui si aggiungono alcuni brani rilevanti del De administrando imperio di Costantino Porfirogenito e altre opere di scrittori arabi e bizantini.

### Strategia navale, logistica e tattica
Prima di esaminare le operazioni navali antiche e medievali, è necessario comprendere le limitazioni tecnologiche delle flotte costituite da galee. Le galee erano poco manovrabili in acque agitate e potevano essere sommerse dalle onde, con effetti catastrofici soprattutto in mare aperto; la storia è piena di esempi di flotte di galee affondate da tempeste (ad esempio le perdite romane subite nel corso della Prima guerra punica). La stagione della navigazione era quindi in genere ristretta da metà primavera fino a settembre. La velocità di crociera massima di una galea, persino per le navi a vela, era limitata, così come lo era la capienza massima di provviste che le navi potevano trasportare. L'acqua in particolare era di importanza fondamentale. Con un livello di consumo stimato a 8 litri al giorno per ogni rematore, la sua reperibilità era un fattore operazionale decisivo nelle coste spesso scarse di acqua e cotte dal sole nel Mediterraneo orientale. Dromoni più piccoli si stima potessero trasportare acqua bastevole per quattro giorni di navigazione. Effettivamente, questo significava che le flotte composte da galee erano costrette a seguire percorsi lungo le coste, e dovevano fare frequenti soste per procurarsi nuove provviste e far riposare i loro equipaggi. Ciò è ben attestato nei resoconti dei viaggi marittimi bizantini, dalla campagna contro i Vandali di Belisario alle spedizioni cretesi. È per queste ragioni che Niceforo Urano enfatizza la necessità di avere a disposizione "uomini con conoscenza accurata e esperienza del mare [...], dei venti [...]. Dovrebbero conoscere anche le rocce nascoste nel mare, e i luoghi che non hanno profondità, e la terra lungo cui navigare e le isole ad essa vicine, i porti e la distanza tra un porto e l'altro. Dovrebbero inoltre conoscere sia i paesi che le riserve di acqua".
La guerra navale mediterranea medievale era quindi essenzialmente costiera e anfibia, portata avanti per impossessarsi di territorio costiero o di isole e non per esercitare il "controllo dei mari" nell'accezione attuale. Quindi, in seguito all'abbandono del rostro, l'unica arma a disposizione in grado di affondare con efficacia le navi prima dell'avvento delle armi da fuoco ed esplosive, il combattimento marittimo divenne, secondo John Pryor, "più imprevedibile. Nessuna potenza poteva più sperare di avere un vantaggio tale nell'armamento o nelle abilità dell'equipaggio da aspettarsi un successo". Non desta quindi sorpresa il fatto che i manuali bizantini ed arabi suggeriscano tattiche prudenti, dando la priorità alla preservazione della propria flotta e all'acquisizione di informazioni accurate sul nemico, spesso ottenute tramite spie fintesi mercanti. L'enfasi fu posta sull'ottenimento di una sorpresa tattica e, conseguentemente, il tentativo di evitare il più possibile l'evenienza di essere colti alla sprovvista dal nemico. Idealmente, una battaglia andava cominciata solo quando si aveva una certezza assoluta di una superiorità schiacciante, sia numerica che nella disposizione tattica, sulle forze nemiche. Molta importanza veniva anche data all'adattare le tattiche e il tipo di forze a seconda delle caratteristiche del nemico: Leone VI, per esempio, faceva notare le differenze tra le navi pesanti e lente (koumbaria) degli Arabi, con le navi piccole e veloci (akatia, principalmente monoxyla), degli Slavi e Rus'.
In campagna, in seguito all'assemblea dei vari squadroni nelle basi fortificate (aplēkta) lungo le coste, la flotta consisteva del corpo principale, composto dalle navi da guerra a remi, e il carico di trasporto (touldon) trasportato da navi a vela e da navi di trasporto a remi, che poteva essere inviato via in caso di battaglia. La flotta di battaglia era suddivisa in squadroni, e venivano trasmessi ordini da una nave all'altra tramite bandiere di segnale (kamelaukia) e lanterne.

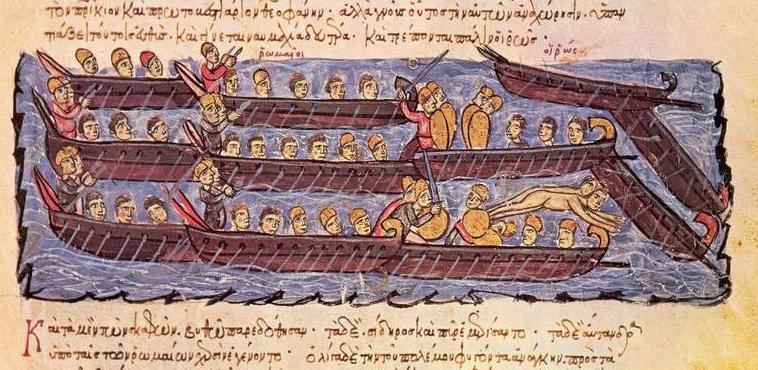
La flotta bizantina respinge l'attacco dei Rus' a Costantinopoli nel 941. Le azioni di abbordaggio e di combattimento corpo a corpo determinarono l'esito della maggior parte delle battaglie navali del Medioevo. In questo caso i dromoni bizantini sono mostrati distruggere i remi dei Rus' con i loro speroni.

Poco prima o durante una vera battaglia, mantenere una formazione ben ordinata era di importanza critica: se una flotta fosse caduta nel disordine, le sue navi sarebbero state incapaci di sostenersi a vicenda e la battaglia si sarebbe probabilmente conclusa con una sconfitta. Flotte incapaci di mantenere una formazione ordinata o di disporsi in un'adeguata controformazione (antiparataxis) per contrastare efficacemente quella del nemico, spesso o fuggiva o evitava la battaglia. Le manovre tattiche miravano quindi a mettere in disordine la formazione nemica, specialmente tramite l'uso di ingegnosi stratagemmi, come il dividere le forze e compiere manovre ai fianchi, fingere la ritirata o nascondere una forza di riserva per attirare in un'imboscata il nemico. Nel suo manuale di strategia, Leone VI sconsigliava apertamente un confronto diretto con il nemico, consigliando invece l'uso di stratagemmi. Secondo Leone VI, la flotta doveva disporsi di norma in formazione crescente, con la nave ammiraglia al centro e le navi più pesanti alle corna della formazione, in modo da colpire i fianchi del nemico. Erano poi disponibili diverse varianti e tattiche differenti, da attuare a seconda delle circostanze.
Una volta che le flotte erano sufficientemente vicine, cominciavano lanci di proietti, variando da proiettili combustibili a frecce e giavellotti. Lo scopo non era quello di affondare le navi, ma piuttosto di decimare l'equipaggio nemico prima dell'abbordaggio, che avrebbe deciso l'esito della battaglia. Una volta ritenuto di aver ridotto a sufficienza la forza del nemico, le flotte si avvicinavano al punto di quasi toccarsi, e avveniva la fase dell'abbordaggio della nave nemica e del combattimento corpo a corpo tra gli equipaggi nemici.

### Armamento

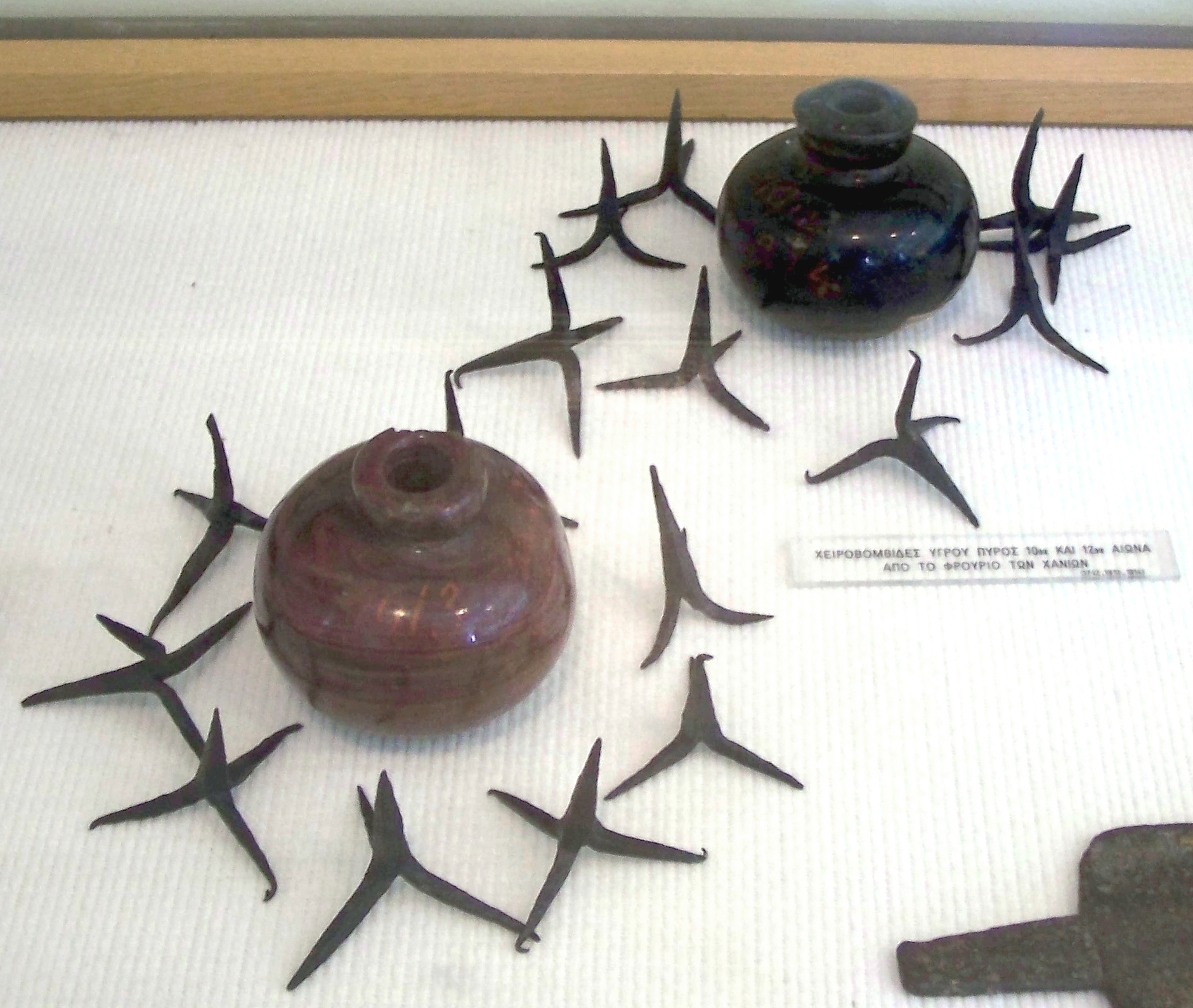
granate e piedi di corvo di fuoco greco da Creta, datate ai X e XII secoli.

A differenza delle navi da guerra dell'Antichità, le navi bizantine e arabe non disponevano di un rostro, e i mezzi principali con cui attuare il combattimento nave contro nave erano gli abbordaggi e il lancio di proietti, oltre all'uso di materiali infiammabili come il fuoco greco. Malgrado la temibile reputazione, quest'ultimo era efficace solo in certe circostanze, e non era l'arma micidiale che il rostro era stato nelle mani di equipaggi esperti.
Come i loro predecessori romani, le navi bizantine e musulmane erano equipaggiate con piccole catapulte (mangana) e balliste (toxoballistrai) per il lancio di pietre, frecce, giavellotti, pentole di fuoco greco o altri liquidi incendiari, piede di corvo (triboloi) e persino contenitori pieni di calce per soffocare il nemico o, come l'Imperatore Leone VI suggerisce implausibilmente, scorpioni e serpenti. I soldati di marina e diversi rematori erano armati alla pesante in vista della battaglia (Leone li indicava con il termine di "catafratti") con armi come lance e spade, mentre gli altri marinai indossavano giubbotti imbottiti di feltro (neurika) come protezione e combattevano con archi e balestre. L'importanza e l'uso intenso del lancio di proietti durante il combattimento per mare può essere misurata dai manifesti della flotta redatti per le spedizioni cretesi del X secolo, che menzionano 10 000 piedi di corvo, 50 archi e 10 000 frecce, 20 ballistrai con 200 proiettili chiamati myai ("mosche") e 100 giavellotti per dromone.
Dal XII secolo in poi, la balestra (τζᾶγγρα, tzangra in greco) divenne di importanza sempre più decisiva nella guerra nel Mediterraneo, rimanendo l'arma più letale a disposizione fino all'introduzione della polvere da sparo nelle navi da guerra. I Bizantini fecero un uso infrequente di quest'arma, principalmente negli assedi, anche se il suo uso è documentato in alcune battaglie navali. I cannoni vennero introdotti nell'ultima metà del XIV secolo, ma vennero raramente usati dai Bizantini, che avevano a disposizione solo poche armi di artiglieria per la difesa delle Mura teodosiane di Costantinopoli. A differenza di Veneziani e Genovesi, non vi è indicazione che i Bizantini montarono un cannone sulle navi.

### Fuoco greco

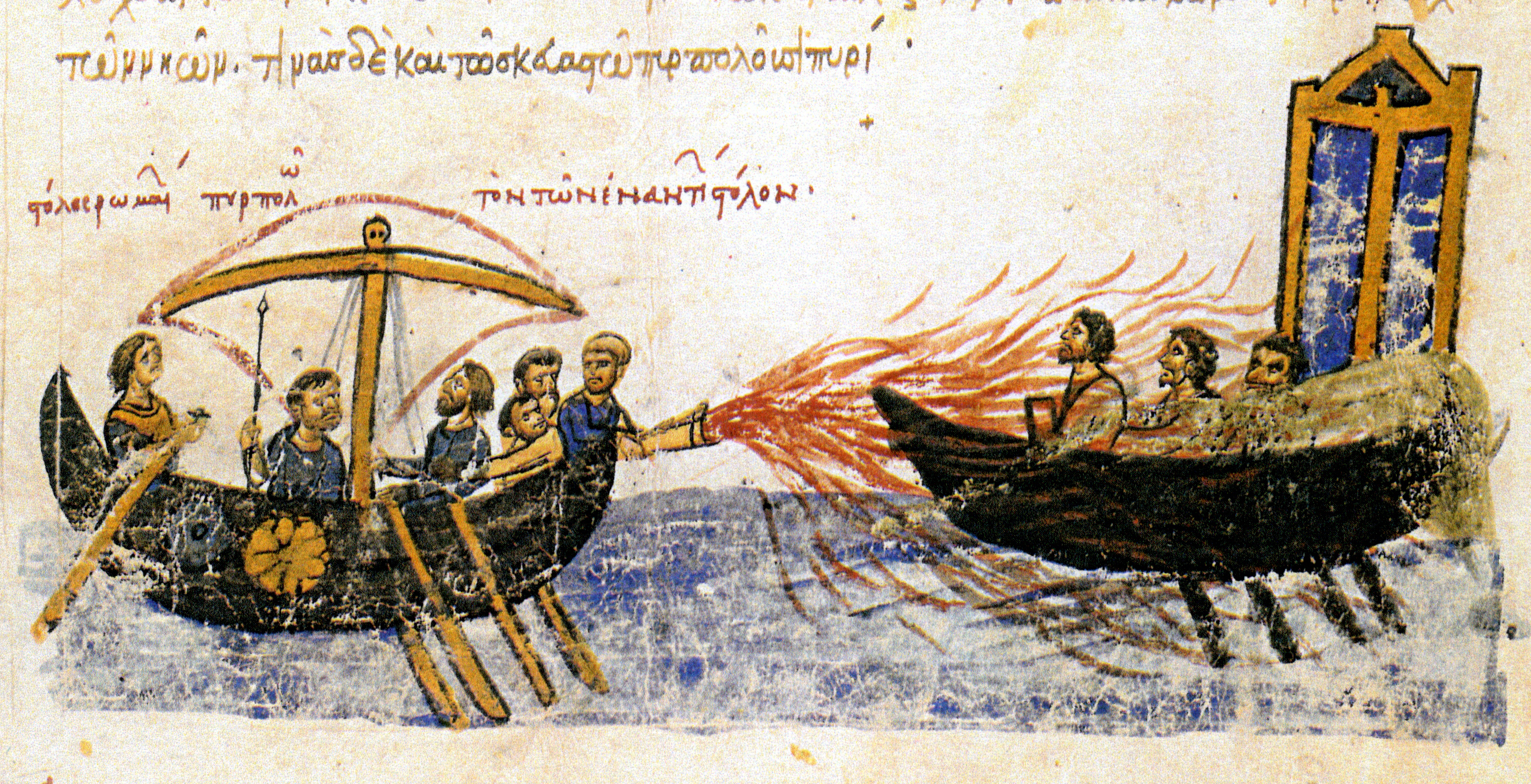
Raffigurazione dell'uso del fuoco greco nel manoscritto di Madrid di Scilitze.

La marina bizantina faceva uso di una potente sostanza infiammabile nota come "fuoco greco" in Europa Occidentale, dove i Bizantini erano chiamati "Greci". Nelle fonti bizantine alla sostanza incendiaria vengono dati diversi nomi descrittivi, il più ricorrente dei quali era "fuoco liquido" (ὑγρόν πῦρ). Sebbene l'uso di sostanze incendiarie da parte dei Bizantini sia attestato fin dal principio del VI secolo, si ritiene che la sostanza nota come "fuoco greco" sia stata creata nel 673 e la sua invenzione è attribuita a un ingegnere proveniente dalla Siria, di nome Callinico. Il fuoco greco veniva lanciato sulle navi nemiche attraverso un grande tubo di bronzo (siphōn). In alternativa, poteva essere lanciato dentro giare lanciate da catapulte; l'uso di gru (gerania) è attestato anch'esso come metodo per gettare materiale infiammabile sulle navi nemiche. In genere la sostanza era conservata in barili riscaldati e pressurizzati e lanciata attraverso il tubo da una sorta di pompa mentre i manovratori della macchina erano protetti dalla sostanza da scudi di ferro. Esisteva anche una versione portatile (cheirosiphōn) di quest'arma, che si narra fosse stata inventata da Leone VI, rendendola l'antesignana di un moderno lanciafiamme. Le componenti della sostanza e il modo in cui veniva prodotta erano segreto di stato, e le sue componenti sono solo grossolanamente supposte o descritte da fonti secondarie come Anna Comnena, così che la sua composizione esatta rimane ancora ad oggi ignota. Per quanto concerne gli effetti provocati, il fuoco greco doveva essere stato un'arma grossomodo simile al napalm. Fonti coeve riportano che non poteva essere spento con l'acqua, ma galleggiava e continuava a bruciare sopra la superficie; la sabbia poteva spegnerlo privandolo di ossigeno, ed alcuni autori affermano che potesse essere spento anche dall'aceto forte e da vecchia urina, probabilmente per qualche sorta di reazione chimica. Conseguentemente, questi materiali erano utilizzati per proteggersi da esso.
"Poiché [l'Imperatore] era consapevole della forza in mare dei Pisani e temeva di confrontarsi in battaglia con essi, sulla prua di ogni nave dispose una testa di un leone o di un altro animale terrestre, ... così che il loro mero aspetto fosse terrificante. E il fuoco che doveva essere diretto contro il nemico lo fece passare tramite tubi attraverso le bocche delle bestie, in modo che sembrasse che fossero i leoni e le altre simili bestie a vomitare il fuoco."
Malgrado i resoconti esagerati degli scrittori bizantini, il fuoco greco non sempre era un'arma vincente e non evitò alcune serie disfatte. A causa della sua gittata limitata e della necessità di un mare calmo e di condizioni di vento favorevoli, il suo uso era limitato. Nonostante tutto, in circostanze favorevoli e contro un nemico colto alla sprovvista, la sua grande capacità distruttiva e l'impatto psicologico da esso provocato poteva rivelarsi decisivo, come rivelano i resoconti degli scontri con i Rus'. Il fuoco greco continuò ad essere menzionato anche nel corso del XII secolo, anche se i Bizantini non ne fecero uso nel corso della Quarta Crociata, probabilmente perché avevano perso l'accesso alle aree (il Caucaso e la costa orientale del Mar Nero) dove gli ingredienti dell'arma andavano reperiti. Gli Arabi cominciarono a fare uso di un "fuoco liquido" dopo l'835, ma è ignoto se si trattasse dello stesso fuoco greco dei Bizantini, di cui potrebbero aver scoperto gli ingredienti tramite lo spionaggio o a causa della defezione dello stratēgos Eufemio nell'827, o se crearono indipendentemente una variante della sostanza infiammabile bizantina. Un trattato del XII secolo redatto da Mardi bin Ali al-Tarsusi e dedicato a Saladino attesta l'esistenza di una versione di fuoco greco, chiamato "naft" (da nafta), che era a base di petrolio, con aggiunte di zolfo e resine varie.

## Ruolo della marina nella storia bizantina
Non è semplice valutare l'importanza rivestita dalla marina bizantina nel corso della storia dell'Impero. Da una parte, l'Impero, nel corso della sua esistenza, dovette difendere una lunga linea di costa, spesso con un modesto hinterland. Inoltre, la navigazione era da sempre il mezzo di trasporto più rapido e più economico, e i centri urbani e commerciali maggiori dell'Impero, come del resto la maggior parte delle sue aree fertili, si trovavano lungo le coste. Tutte queste considerazioni, accoppiate con la minaccia araba emersa nel VII secolo e durata fino al X secolo, necessitavano il mantenimento di una flotta potente. La potenza militare della marina bizantina fu particolarmente decisiva nella vittoriosa difesa di Costantinopoli dai due assedi arabi, salvando così l'Impero dalla caduta. Nel corso di questo periodo, inoltre, le operazioni navali costituirono una parte essenziale negli scontri tra Bizantini e Arabi, in un gioco di incursioni e controincursioni che durò fino alla fine del X secolo.
D'altra parte, la natura e le limitazioni della tecnologia marittima dell'epoca implicavano che né i Bizantini né i loro nemici potessero sviluppare una vera talassocrazia. Le flotte composte da galee erano limitate alle operazioni lungo la costa, e non erano in grado di rivestire un ruolo veramente indipendente. Inoltre, come dimostra l'alternarsi di successi e sconfitte bizantine contro gli Arabi, nessuno dei due schieramenti riuscì a prevalere definitivamente sull'altro. Anche se i Bizantini riuscirono a conseguire una serie di notevoli successi, come la vittoria di Nasar nell'880, questi successi vennero controbilanciati da sconfitte disastrose. I resoconti degli ammutinamenti da parte dei rematori nelle flotte bizantine rivelano inoltre che le condizioni degli equipaggi erano spesso lungi dall'essere quelle ideali prescritte nei manuali. Se a ciò si aggiunge la predominanza tradizionale dei grandi proprietari terrieri anatolici nelle alte cariche civili e militari dello stato, tutto ciò significava che, come accadeva per l'Impero romano, la marina, persino al suo apogeo, era ancora ritenuta un'appendice dell'esercito terrestre. Ciò è chiaramente confermato dalle posizioni relativamente basse raggiunte dai suoi ammiragli nella gerarchia imperiale.
È chiaro, nonostante tutto, che il declino graduale del potere navale indigeno bizantino nel corso del X e dell'XI secolo, quando fu eclissato dalle città marinare italiane, in particolar modo Venezia e successivamente Genova, fu di grande importanza a lungo termine per le sorti dell'Impero. Il sacco della Quarta Crociata, che scosse le fondamenta dello stato bizantino, era dovuto in larga parte all'assoluta impossibilità dell'Impero di difendersi per mare. Questo processo fu iniziato dalla stessa Bisanzio nel IX secolo, quando gli Italiani vennero sempre più utilizzati nella marina bizantina per compensare la sua debolezza navale in Occidente. Inoltre le repubbliche italiane, approfittando del loro ruolo di intermediari nel commercio tra l'Impero e l'Europa Occidentale, marginalizzarono la marina mercantile bizantina, fenomeno che a sua volta ebbe effetti avversi sulla disponibilità di forze navali bizantine. Comunque, man mano che le repubbliche italiane si svincolarono dall'orbita bizantina, esse cominciarono inevitabilmente a perseguire i propri interessi, e, a partire dalla fine dell'XI secolo, passarono dalla protezione al ricatto e al saccheggio dell'Impero, sancendo la definitiva sottomissione finanziaria e politica di Bisanzio ai loro interessi. L'assenza di una marina competitiva fu avvertita con rammarico e con frustrazione dai Bizantini dell'epoca, come dimostrano le invettive contenute nell'opera di Cecaumeno. Sotto Imperatori forti e energetici come Manuele Comneno e successivamente Michele VIII Paleologo, la marina bizantina poteva ritornare per qualche tempo competitiva, ma persino dopo aver subito pesanti rovesci contro i Veneziani, i Bizantini meramente li sostituirono con i Genovesi e i Pisani. E fu così che il commercio rimase in mani latine, e i suoi profitti continuarono ad essere dirottati al di fuori dell'Impero. Dopo il 1204, e con la breve eccezione del regno di Michele VIII, le fortune della ora piccola marina bizantina erano legate alle fragili alleanze con le repubbliche marinare italiane. Dall'analisi dell'intera storia dell'Impero bizantino, si può osservare come il rafforzarsi e il declinare della forza della marina rispecchi la fluttuazione delle fortune dell'Impero. È proprio questa apparente interrelazione che ha spinto il bizantinista francese Louis Bréhier ad affermare: "le epoche del dominio [di Bisanzio] corrispondono a quelle in cui deteneva il controllo dei mari, e fu nel momento in cui lo perse, che i suoi rovesci cominciarono".